# 超無敵クラス
『超無敵クラス』（ちょうむてきクラス）は、日本テレビ系列で2021年から2025年3月30日まで放送されていた学園バラエティ番組である。

## 概要
令和の最強10代と、テレビの人気者たちが、世の中のアレコレを発表し合う内容。
2020年11月と2021年3月にパイロット番組として放送されたのち、2021年4月期の改編で土曜0:30 - 0:59（金曜深夜、『ネクプラ』枠）にて、レギュラー放送された。
2021年10月期の改編で『ウチのガヤがすみません!』の後番組としてスタート。
2022年4月期の改編で日曜12:45 - 14:00に枠移動した。これに伴い、番組は関東ローカルでの放送となった。
2025年3月30日放送分をもってレギュラー放送を終了した。

## 出演者

### MC
- かまいたち（山内健司・濱家隆一）- 濱家は担任としてMC席、山内は留年生・超無敵クラスの一員として出演。
- 指原莉乃 ｰ 副担任として出演。

## 放送リスト

### パイロット版
| 放送回数 | 放送日             | 時間          | ゲスト             | 超無敵クラス | 備考         |
| -------- | ------------------ | ------------- | ------------------ | --- | ------------ |
| 1        | 11月15日（日曜日） | 12:45 - 13:45 | 風間俊介、中川翔子 | 植村颯太、海老野心、おじゃす、 金谷鞠杏、川中健介、九波あろ、 国本梨紗、小浜桃奈、翔、 新野尾七奈、たけたろう、中野紫音 中山姫李、西綾乃、ひかりんちょ、 向葵まる、福山絢水、ふるる、 松下幸大朗、山口るあ、ゆうちゃみ、 勇也、吉田莉桜、れいたぴ | サンバリュ枠 |

| 放送回数 | 放送日            | 時間         | ゲスト                                                                                 | 超無敵クラス | 備考               |
| -------- | ----------------- | ------------ | -------------------------------------------------------------------------------------- | --- | ------------------ |
| 2        | 3月16日（火曜日） | 23:59 - 0:54 | 田中樹（SixTONES）、百田夏菜子（ももいろクローバーZ）、玉井詩織（ももいろクローバーZ） | 石川翔鈴、石川涼楓、海老野心、 おじゃす、川中健介、川端結愛、 国本梨紗、さくら、翔、 新野尾七奈、高橋主音、中山姫李、 夏目璃乃、西綾乃、羽方るな、 長谷川美月、ふるる、細山田明翔、 ゆうちゃみ、吉田莉桜、Liza | 火曜プラチナイト枠 |

### レギュラー放送

#### 金曜深夜時代
| 放送回数 | 放送日  | ゲスト                                             | 超無敵クラス | 備考 |
| -------- | ------- | -------------------------------------------------- | --- | ---- |
| 1        | 4月10日 | 田中樹（SixTONES）、草薙航基（宮下草薙）           | 石川翔鈴、石川涼楓、海老野心、 おじゃす、川端結愛、国本梨紗、 こあさひまり、翔、章子昱、 新塘真理、新野尾七奈、塚田百々花、 中山姫李、夏目璃乃、西綾乃、 長谷川美月、ひま、ふるる、 細山田明翔、松下幸大朗、ゆうちゃみ、 ゆな、吉田莉桜                   |      |
| 2        | 4月17日 | 田中樹（SixTONES）、草薙航基（宮下草薙）、朝日奈央 | 石川翔鈴、石川涼楓、海老野心、 おじゃす、川端結愛、国本梨紗、 こあさひまり、COCOA、酒寄楓太、 翔、章子昱、新塘真理、 新野尾七奈、塚田百々花、中山姫李、 夏目璃乃、西綾乃、長谷川美月、 ひま、ふるる、細山田明翔、 松下幸大朗、ゆうちゃみ、 ゆな、吉田莉桜 |      |
| 3        | 4月24日 | 田中樹（SixTONES）、草薙航基（宮下草薙）、朝日奈央 | 石川翔鈴、石川涼楓、海老野心、 おじゃす、川端結愛、国本梨紗、 こあさひまり、COCOA、酒寄楓太、 翔、章子昱、新塘真理、 新野尾七奈、夏目璃乃、西綾乃、 長谷川美月、ふるる、細山田明翔、 松下幸大朗、ゆうちゃみ、 ゆな、吉田莉桜                              |      |
| 4        | 5月1日  | 田中樹（SixTONES）、草薙航基（宮下草薙）、朝日奈央 | 石川翔鈴、石川涼楓、海老野心、 おじゃす、川端結愛、国本梨紗、 こあさひまり、COCOA、酒寄楓太、 翔、章子昱、新塘真理、 新野尾七奈、夏目璃乃、西綾乃、 長谷川美月、ふるる、細山田明翔、 松下幸大朗、ゆうちゃみ、 ゆな、吉田莉桜                              |      |

#### 火曜深夜時代
| 放送回数 | 放送日        | ゲスト                                                             | 超無敵クラス | 備考                               |
| -------- | ------------- | ------------------------------------------------------------------ | --- | ---------------------------------- |
| 1        | 10月5日       | 劇団ひとり、森川葵                                                 | 阿部ここは、安斉星来、楳原まひろ 海老野心、おじゃす、川端結愛 国本梨紗、齊藤なぎさ、翔、章子昱 喉押さえマン、ひまひま、福田ルミカ、 松村キサラ、ゆうちゃみ、 ゆな、吉田莉桜                                                                                           |                                    |
| 2        | 10月12日      | 菊池風磨（Sexy Zone）、斉藤慎二（ジャングルポケット）              | 井手上漠、楳原まひろ、海老野心、 おじゃす、川端結愛、国本梨紗、 翔、長谷川美月、林芽亜里、 ひまひま、福田ルミカ、細山田明翔、 松村キサラ、ゆうちゃみ、 ゆな、吉田莉桜                                                                                                 |                                    |
| 3        | 10月19日      | 玉井詩織（ももいろクローバーZ）、百田夏菜子（ももいろクローバーZ） | 井手上漠、楳原まひろ、海老野心、 おじゃす、川端結愛、国本梨紗、 齊藤なぎさ、長谷川美月、林芽亜里、 ひまひま、福田ルミカ、松下幸大朗、 ゆうちゃみ、ゆな、吉田莉桜 |                                    |
| 4        | 10月26日      | 田中樹（SixTONES）、矢田亜希子                                     | 阿部ここは、安斉星来、石川翔鈴、 井手上漠、楳原まひろ、海老野心、 おじゃす、川端結愛、国本梨紗、 齊藤なぎさ、章子昱、新塘真理、 夏目璃乃、野崎奈菜、喉押さえマン、 長谷川美月、林芽亜里、福田ルミカ、 細山田明翔、松下幸大朗、松島かのん、 ゆうちゃみ、ゆな、吉田莉桜 |                                    |
| 5        | 11月3日（水） | 劇団ひとり、草薙航基（宮下草薙）                                   | 安斉星来、石川翔鈴、井手上漠、 楳原まひろ、海老野心、おじゃす、 川端結愛、国本梨紗、齊藤なぎさ、 翔、章子昱、新塘真理、 夏目璃乃、野崎奈菜、長谷川美月、 林芽亜里、ひまひま、福田ルミカ、 ゆうちゃみ、ゆな、吉田莉桜                                                  | 0:04 - 0:59に放送（5分繰り下げ）。 |
| 6        | 11月9日       | アンミカ、林遣都                                                   | 安斉星来、石川翔鈴、井手上漠、 おじゃす、川端結愛、国本梨紗、 齊藤なぎさ、翔、長谷川美月、 ひまひま、藤村木音、ゆうちゃみ、 ゆな、吉田莉桜、和内璃乃 |                                    |
| 7        | 11月16日      | 大西流星（なにわ男子）、ぺこぱ                                     | 安斉星来、井手上漠、おじゃす、 川端結愛、国本梨紗、齊藤なぎさ、 翔、野崎奈菜、東ノエル、 ひまひま、松下幸大朗、ゆうちゃみ、 ゆな、吉田莉桜、1D&ゆーぽん |                                    |
| 8        | 11月23日      | 阿佐ヶ谷姉妹、児嶋一哉（アンジャッシュ）                           | 安斉星来、楳原まひろ、海老野心、 おじゃす、川端結愛、国本梨紗、 齊藤なぎさ、三野宮鈴、翔、 章子昱、野崎奈菜、林芽亜里、 ひまひま、ゆうちゃみ、ゆな |                                    |
| 9        | 11月30日      | 劇団ひとり、鷲見玲奈                                               | 安斉星来、井手上漠、海老野心、 おじゃす、茅島みずき、川端結愛、 国本梨紗、齊藤なぎさ、翔、 章子昱、野崎奈菜、ひまひま、 広瀬まのか、ゆうちゃみ、 ゆな、吉田莉桜 |                                    |
| 10       | 12月7日       | 松村沙友理、水田信二（和牛）                                       | 安斉星来、石川翔鈴、井手上漠、 おじゃす、川端結愛、国本梨紗、 斎藤愛莉、齊藤なぎさ、翔、 野崎奈菜、ひまひま、藤村木音、 ゆうちゃみ、ゆな、吉田莉桜 |                                    |
| 11       | 12月14日      | 川田裕美、向井慧（パンサー）                                       | 安斉星来、市ノ瀬アオ、海老野心、 おじゃす、川端結愛、国本梨紗、 権隨玲、齊藤なぎさ、 翔、章子昱、菅田愛貴、 ひまひま、ゆうちゃみ、 ゆな、吉田莉桜 |                                    |

| 放送回数 | 放送日        | ゲスト | 超無敵クラス | 備考 |
| -------- | ------------- | --- | --- | --- |
| 12       | 1月4日        | 出川哲朗 | 浅井マリサ、安斉星来、おじゃす、 川端結愛、国本梨紗、権隨玲、 翔、菅田愛貴、野崎奈菜、 林芽亜里、ひまひま、広瀬まのか、 ゆうちゃみ、ゆな、吉田莉桜                                                                                                  | |
| 13       | 1月11日       | 劇団ひとり、髙橋ひかる                                                                                           | 安斉星来、井手上漠、海老野心、 おじゃす、川端結愛、国本梨紗、 権隨玲、翔、菅田愛貴、 野崎奈菜、林芽亜里、ひまひま、 ゆうちゃみ、ゆな、吉田莉桜 | |
| 14       | 1月18日       | 神尾楓珠、神田愛花                                                                                               | 安斉星来、石川翔鈴、市ノ瀬アオ、 井手上漠、おじゃす、川端結愛、 国本梨紗、齊藤なぎさ、翔、 菅田愛貴、野崎結愛、ひまひま、 ゆうちゃみ、ゆな、吉田莉桜                                                                                                | |
| 15       | 1月25日       | 岡部大（ハナコ）、堀田茜                                                                                         | 安斉星来、おじゃす、KANO、 川端結愛、国本梨紗、権隨玲、 齊藤なぎさ、翔、章子昱、 菅田愛貴、髙橋快空、ひまひま、 ゆうちゃみ、ゆな、吉田莉桜 | |
| 16       | 2月1日        | 大友花恋、斉藤慎二（ジャングルポケット）                                                                         | 安斉星来、海老野心、おじゃす、 川端結愛、国本梨紗、権隨玲、 齊藤なぎさ、翔、章子昱、 菅田愛貴、野崎奈菜、ひまひま ゆうちゃみ、ゆな、吉田莉桜 | |
| 17       | 2月8日        | 柴田英嗣（アンタッチャブル）、川村壱馬（THE RAMPAGE from EXILE TRIBE）、吉野北人（THE RAMPAGE from EXILE TRIBE） | 安斉星来、井手上漠、おじゃす、 KANO、川端結愛、国本梨紗、 権隨玲、齊藤なぎさ、翔、 章子昱、菅田愛貴、髙橋快空、 ひまひま、ゆうちゃみ、 ゆな、吉田莉桜                                                                                               | 指原が体調不良で欠席。代打としておじゃすがMCを務めた。番組後半は指原が復帰後の収録分が放送された。                             |
| 18       | 2月16日（水） | イワクラ（蛙亭）、笠松将、小杉竜一（ブラックマヨネーズ）                                                         | 安斉星来、石川翔鈴、海老野心、 おじゃす、川端結愛、国本梨紗、 権隨玲、齊藤なぎさ、翔、 章子昱、髙橋快空、野崎結愛、 ひまひま、広瀬まのか、 吉田莉桜、ロワ梨里愛                                                                                     | 0:09 - 1:04に放送（10分繰り下げ）。                                                                                            |
| 19       | 2月22日       | 竹内涼真、長濱ねる                                                                                               | 安斉星来、石川翔鈴、井手上漠、 海老野心、おじゃす、川端結愛、 国本梨紗、権隨玲、齊藤なぎさ、 翔、章子昱、髙橋快空、 ひまひま、広瀬まのか、吉田莉桜                                                                                                  | |
| 20       | 3月1日        | 大友花恋、劇団ひとり、斉藤慎二（ジャングルポケット）                                                             | 安斉星来、井手上漠、海老野心、 おじゃす、川端結愛、国本梨紗、 権隨玲、齊藤なぎさ、翔、 章子昱、菅田愛貴、野崎奈菜、 ひまひま、ゆうちゃみ、 ゆな、吉田莉桜                                                                                           | |
| 21       | 3月8日        | 王林、斉藤慎二（ジャングルポケット）、田中樹（SixTONES）、矢田亜希子                                             | 安斉星来、石川翔鈴、井手上漠、 海老野心、おじゃす、川端結愛、 国本梨紗、齊藤なぎさ、翔、 章子昱、菅田愛貴、髙橋快空、 喉押さえマン、長谷川美月、ひまひま、 福田ルミカ、松下幸大朗、松島かのん、 ゆいちゃみ、ゆうちゃみ、ゆな、 吉田莉桜、ロワ梨里愛 | |
| 22       | 3月15日       | 長谷川忍（シソンヌ）、森泉                                                                                       | 安斉星来、井手上漠、海老野心、 おじゃす、KANO、川端結愛、 国本梨紗、齊藤なぎさ、翔、 ひまひま、山本楽、ゆうちゃみ、 ゆな、吉田莉桜、ロワ梨里愛 | |
| 23       | 3月22日       | トラウデン直美、向井康二（Snow Man）                                                                             | 安斉星来、海老野心、おじゃす、 川端結愛、国本梨紗、権隨玲、 齊藤なぎさ、翔、菅田愛貴、 ひまひま、ゆいちゃみ、ゆうちゃみ、 柚来しいな、ゆな、吉田莉桜                                                                                                | |
| 24       | 3月29日       | 川島明（麒麟）、桜井日奈子                                                                                       | 安斉星来、石川翔鈴、海老野心、 おじゃす、KANO、川端結愛、 国本梨紗、齊藤なぎさ、翔、 章子昱、菅田愛貴、ひまひま、 ゆうちゃみ、ゆな、 吉田莉桜、ロワ梨里愛                                                                                           | ゆうちゃみと吉田莉桜が年度内に20歳を迎えたため、この回で「超無敵クラス」を卒業、「オーバーエイジ枠」として不定期で出演を継続。 |

#### 2022年
| 放送回数 | 放送日   | ゲスト                                                                                     | 超無敵クラス | 備考 |
| -------- | -------- | ------------------------------------------------------------------------------------------ | --- | ---- |
| 1(25)    | 4月10日  | 田中樹（SixTONES）、松本まりか、もう中学生                                                 | 安斉星来、海老野心、おじゃす、 KANO、川端結愛、国本梨紗、 齊藤なぎさ、翔、章子昱、 菅田愛貴、ひまひま、広瀬まのか、 ゆうちゃみ、ゆな、ロワ梨里愛                                                             |      |
| 2(26)    | 4月17日  | 劇団ひとり、池田美優                                                                       | 井手上漠、海老野心、小川桜花、 おじゃす、川端結愛、国本梨紗、 齊藤なぎさ、翔、菅田愛貴、 髙橋快空、林芽亜里、ひまひま、 広瀬まのか、ゆな、ロワ梨里愛                                                         |      |
| 3(27)    | 4月24日  | 神木隆之介、近藤千尋、柴田英嗣（アンタッチャブル）                                         | 安斉星来、海老野心、小川桜花、 おじゃす、川端結愛、国本梨紗、 齊藤なぎさ、翔、菅田愛貴、 髙橋快空、ひまひま、松下幸大朗、 ゆな、吉田莉桜、ロワ梨里愛                                                         |      |
| 4(28)    | 5月1日   | 小杉竜一（ブラックマヨネーズ）、蓮佛美沙子                                                 | 安斉星来、井手上漠、海老野心、 荻野心、おじゃす、KANO、 川端結愛、国本梨紗、齊藤なぎさ、 翔、髙橋快空、ひまひま、 ゆうちゃみ、ゆな、ロワ梨里愛                                                               |      |
| 5(29)    | 5月8日   | ヒコロヒー、藤森慎吾（オリエンタルラジオ）、マヂカルラブリー                               | 安斉星来、井手上漠、海老野心、 おじゃす、KANO、川端結愛、 国本梨紗、小泉のん、齊藤なぎさ、 翔、章子昱、ひまひま、 ゆな、吉田莉桜、ロワ梨里愛                                                                 |      |
| 6(30)    | 5月15日  | あかせあかり、新井恵理那、田中直樹（ココリコ）                                             | 安斉星来、井手上漠、海老野心、 小川桜花、おじゃす、KANO、 川端結愛、国本梨紗、齊藤なぎさ、 翔、ひまひま、広瀬まのか、 ゆな、吉田莉桜、ロワ梨里愛                                                             |      |
| 7(31)    | 5月22日  | 中川翔子、柳原可奈子                                                                       | 秋本レイラニ、安斉星来、海老野心、 おじゃす、KANO、川端結愛、 国本梨紗、齊藤なぎさ、翔、 章子昱、菅田愛貴、ひまひま、 ゆな、吉田莉桜、ロワ梨里愛                                                             |      |
| 8(32)    | 5月29日  | アンミカ、向井慧（パンサー）                                                               | 安斉星来、海老野心、おじゃす、 KANO、川端結愛、国本梨紗、 小泉のん、齊藤なぎさ、翔、 菅田愛貴、関谷瑠紀、平井桃伽、 ミシェル、ゆうちゃみ、ロワ梨里愛                                                         |      |
| 9(33)    | 6月5日   | 貴島明日香、斉藤慎二（ジャングルポケット）                                                 | 安斉星来、井手上漠、海老野心、 おじゃす、KANO、川端結愛、 国本梨紗、小泉のん、翔、 章子昱、菅田愛貴、関谷瑠紀、 髙橋快空、ひまひま、 平井桃伽、ロワ梨里愛                                                    |      |
| 10(34)   | 6月12日  | 井桁弘恵、おいでやす小田、マヂカルラブリー                                                 | 安斉星来、海老野心、おじゃす、 KANO、川端結愛、国本梨紗、 小泉のん、齊藤なぎさ、翔、 章子昱、菅田愛貴、ひまひま、 広瀬まのか、ゆな、吉田莉桜                                                                 |      |
| 11(35)   | 6月19日  | 伊藤俊介（オズワルド）、佐々木彩夏（ももいろクローバーZ）、玉井詩織（ももいろクローバーZ） | 秋本レイラニ、安斉星来、井手上漠、 海老野心、小川桜花、おじゃす、 KANO、川端結愛、国本梨紗、 小泉のん、齊藤なぎさ、翔、 関谷瑠紀、ひまひま、ゆうちゃみ、 （【VTRのみ】菅田愛貴）                             |      |
| 12(36)   | 6月26日  | 錦鯉、藤田ニコル                                                                           | 秋本レイラニ、足川結珠、安斉星来、 海老野心、おじゃす、KANO、 川端結愛、国本梨紗、小泉のん、 齊藤なぎさ、翔、関谷瑠紀、 髙橋快空、ひまひま、ミシェル                                                         |      |
| 13(37)   | 7月3日   | 田渕章裕（インディアンス）、生見愛瑠、柳原可奈子                                           | 安斉星来、井手上漠、海老野心、 おじゃす、川端結愛、国本梨紗、 小泉のん、齊藤なぎさ、翔、 章子昱、菅田愛貴、髙橋快空、 ひまひま、ゆな、ロワ梨里愛                                                             |      |
| 14(38)   | 7月10日  | 林遣都、もう中学生                                                                         | 安斉星来、井手上漠、海老野心、 おじゃす、KANO、川端結愛、 国本梨紗、小泉のん、齊藤なぎさ、 翔、菅田愛貴、関谷瑠紀、 ひまひま、ゆうちゃみ、ロワ梨里愛                                                         |      |
| 15(39)   | 7月17日  | 菊池風磨（Sexy Zone）、藤森慎吾（オリエンタルラジオ）                                      | 足川結珠、安斉星来、海老野心、 おじゃす、KANO、川端結愛、 国本梨紗、小泉のん、齊藤なぎさ、 翔、章子昱、関谷瑠紀、 髙橋快空、ひまひま、吉田莉桜                                                               |      |
| 16(40)   | 7月24日  | 草薙航基（宮下草薙）、森川葵                                                               | 安斉星来、井手上漠、海老野心、 小川桜花、おじゃす、KANO、 川端結愛、国本梨紗、小泉のん、 齊藤なぎさ、佐藤愛桜、翔、 ひまひま、ゆうちゃみ、ロワ梨里愛                                                         |      |
| 17(41)   | 7月31日  | 柴田英嗣（アンタッチャブル）、松村沙友理                                                   | 秋本レイラニ、安斉星来、市ノ瀬アオ、 海老野心、小川桜花、おじゃす、 KANO、川端結愛、国本梨紗、 齊藤なぎさ、翔、章子昱、 関谷瑠紀、ひまひま、松下幸大朗、 吉田莉桜、ロワ梨里愛                                |      |
| 18(42)   | 8月7日   | 堀田茜                                                                                     | 足川結珠、安斉星来、一ノ瀬陽鞠、 おじゃす、KANO、川端結愛、 国本梨紗、小泉のん、翔、 章子昱、菅田愛貴、髙橋快空、 ひまひま、吉田莉桜、ロワ梨里愛                                                             |      |
| 19(43)   | 8月21日  | 田渕章裕（インディアンス）、奈緒                                                           | 足川結珠、安斉星来、井手上漠、 おじゃす、KANO、川端結愛、 国本梨紗、小泉のん、翔、 章子昱、菅田愛貴、髙橋快空、 ひまひま、吉田莉桜、ロワ梨里愛                                                               |      |
| 20(44)   | 9月4日   | 阿佐ヶ谷姉妹、川村壱馬（THE RAMPAGE from EXILE TRIBE）、鷲見玲奈                           | 安斉星来、井手上漠、海老野心、 おじゃす、KANO、川端結愛、 国本梨紗、熊井戸花、小泉のん、 齊藤なぎさ、翔、菅田愛貴、 髙橋快空、ひまひま、 美空、ゆうちゃみ                                                    |      |
| 21(45)   | 9月11日  | 北乃きい、藤森慎吾（オリエンタルラジオ）                                                   | 足川結珠、安斉星来、上田美優、 海老野心、小川桜花、おじゃす、 KANO、川端結愛、国本梨紗、 齋藤なぎさ、翔、章子昱、 関谷瑠紀、ひまひま、 吉田莉桜、ロワ梨里愛                                                  |      |
| 22(46)   | 9月18日  | 井桁弘恵、マヂカルラブリー                                                                 | 足川結珠、安斉星来、一ノ瀬陽鞠、 海老野心、小川桜花、おじゃす、 KANO、川端結愛、国本梨紗、 小泉のん、齊藤なぎさ、崎本紗衣、 翔、章子昱、 ゆうちゃみ、ロワ梨里愛                                              |      |
| 23(47)   | 9月25日  | ファーストサマーウイカ、小杉竜一（ブラックマヨネーズ）                                     | 足川結珠、安斉星来、一ノ瀬陽鞠、 井手上漠、海老野心、おじゃす、 KANO、川端結愛、国本梨紗、 熊井戸花、小泉のん、齊藤なぎさ、 翔、章子昱、 菅田愛貴、冨波心                                                    |      |
| 24(48)   | 10月2日  | 松本穂香、モグライダー                                                                     | 足川結珠、安斉星来、井手上漠、 海老野心、小川桜花、おじゃす、 川端結愛、国本梨紗、熊井戸花、 小泉のん、齊藤なぎさ、崎本紗衣、 翔、菅田愛貴、髙橋快空、 ひまひま、福間彩音                                    |      |
| 25(49)   | 10月9日  | 鈴木もぐら（空気階段）、藤田ニコル                                                         | 足川結珠、安斉星来、海老野心、 小川桜花、おじゃす、川端結愛、 国本梨紗、熊井戸花、小泉のん、 齊藤なぎさ、崎本紗衣、翔、 章子昱、髙橋快空、ひまひま、 吉田莉桜、ロワ梨里愛                                    |      |
| 26(50)   | 10月16日 | 内田理央、斉藤慎二（ジャングルポケット）                                                   | 秋本レイラニ、足川結珠、安斉星来、 井手上漠、上田美夢、小川桜花、 おじゃす、KANO、川端結愛、 国本梨紗、熊井戸花、翔、 髙橋快空、冨波心、ひまひま、 ゆうちゃみ、ロワ梨里愛                                    |      |
| 27(51)   | 10月23日 | 小芝風花、もう中学生                                                                       | 安斉星来、一ノ瀬陽鞠、海老野心、 おじゃす、KANO、川端結愛、 国本梨紗、熊井戸花、小泉のん、 崎本紗衣、翔、章子昱、 髙橋快空、冨波心、仲吉玲亜、 ひまひま、吉田あかり、吉田莉桜                                |      |
| 28(52)   | 11月6日  | 小杉竜一（ブラックマヨネーズ）、原菜乃華、松村北斗（SixTONES）                             | 安斉星来、井手上漠、小川桜花、 おじゃす、KANO、川端結愛、 国本梨紗、熊井戸花、 小泉のん、翔、章子昱、 菅田愛貴、髙橋快空、冨波心、 ひまひま、藤ゆりな、 ゆうちゃみ、ロワ梨里愛                               |      |
| 29(53)   | 11月13日 | 田渕章裕（インディアンス）、トリンドル玲奈                                                 | 足川結珠、おじゃす、KANO、 川端結愛、国本梨紗、熊井戸花、 小泉のん、齊藤なぎさ、崎本紗衣、 翔、章子昱、菅田愛貴、 髙橋快空、冨波心、ひまひま、 福間彩音、吉田莉桜                                            |      |
| 30(54)   | 11月20日 | 柴田英嗣（アンタッチャブル）、滝沢カレン                                                   | 足川結珠、安斉星来、井手上漠、 小川桜花、おじゃす、KANO、 川端結愛、国本梨紗、熊井戸花、 小泉のん、齊藤なぎさ、崎本紗衣、 翔、章子昱、菅田愛貴、 髙橋快空、冨波心、ひまひま、 福間彩音、吉田莉桜、ロワ梨里愛 |      |
| 31(55)   | 11月27日 | 川田裕美、マヂカルラブリー                                                                 | 足川結珠、阿部ここは、安斉星来、 井手上漠、海老野心、おじゃす、 KANO、川端結愛、国本梨紗、 小泉のん、齊藤なぎさ、崎本紗衣、 章子昱、菅田愛貴、髙橋快空、 冨波心、ゆうちゃみ                                  |      |
| 32(56)   | 12月4日  | ジェジュン、錦鯉、堀田茜                                                                   | 阿部ここは、安斉星来、井手上漠、 海老野心、おじゃす、KANO、 川端結愛、国本梨紗、熊井戸花、 小泉のん、齊藤なぎさ、翔、 章子昱、菅田愛貴、髙橋快空、 冨波心、藤ゆりな                                          |      |
| 33(57)   | 12月11日 | 斉藤慎二（ジャングルポケット）、福本莉子                                                   | 足川結珠、安斉星来、井手上漠、 おじゃす、KANO、川端結愛、 国本梨紗、熊井戸花、小泉のん、 齊藤なぎさ、崎本紗衣、翔、 章子昱、菅田愛貴、髙橋快空、 冨波心、ひまひま、八木美樹                                  |      |
| 34(58)   | 12月18日 | 板垣李光人、こがけん、森泉                                                                 | 足川結珠、安斉星来、井手上漠、 おじゃす、KANO、川端結愛、 国本梨紗、熊井戸花、小泉のん、 齊藤なぎさ、崎本紗衣、翔、 章子昱、菅田愛貴、髙橋快空、 冨波心、ひまひま、ゆうちゃみ                                |      |
| 35(59)   | 12月25日 | 北乃きい、空気階段                                                                         | 安斉星来、井手上漠、小川桜花、 おじゃす、KANO、川端結愛、 国本梨紗、熊井戸花、小泉のん、 齊藤なぎさ、崎本紗衣、翔、 菅田愛貴、髙橋快空、冨波心、 ひまひま、八木美樹、 凛美、ロワ梨里愛                       |      |

#### 2023年
| 放送回数 | 放送日   | ゲスト                                                                                             | 超無敵クラス | 備考                                                             |
| -------- | -------- | -------------------------------------------------------------------------------------------------- | --- | ---------------------------------------------------------------- |
| 36(60)   | 1月15日  | 香里奈、田渕章裕（インディアンス）                                                                 | 安斉星来、井手上漠、大平萌笑、 おじゃす、KANO、川端結愛、 国本梨紗、熊井戸花、小泉のん、 崎本紗衣、翔、章子昱、 菅田愛貴、髙橋快空、冨波心、 ひまひま、八木美樹、 ロワ梨里愛、ゆうちゃみ                             |                                                                  |
| 37(61)   | 1月22日  | ファーストサマーウイカ、藤森慎吾（オリエンタルラジオ）、堀未央奈                                   | 安斉星来、アンジーひより、井手上漠、 大平萌笑、おじゃす、KANO、 川端結愛、国本梨紗、熊井戸花、 小泉のん、崎本紗衣、翔、 章子昱、菅田愛貴、髙橋快空、 冨波心、野崎結愛、 ひまひま、八木美樹                           |                                                                  |
| 38(62)   | 1月29日  | 小杉竜一（ブラックマヨネーズ）、藤田ニコル                                                         | 足川結珠、安斉星来、井手上漠、 大平萌笑、おじゃす、KANO、 川端結愛、国本梨紗、KT、 小泉のん、崎本紗衣、翔、 菅田愛貴、髙橋快空、冨波心、 ひまひま、八木美樹、 ゆうちゃみ、ロワ梨里愛                                 |                                                                  |
| 39(63)   | 2月5日   | 斉藤慎二（ジャングルポケット）、フワちゃん                                                         | 安斉星来、井手上漠、おじゃす、 KANO、川端結愛、国本梨紗、 熊井戸花、小泉のん、佐藤愛桜、 翔、章子昱、菅田愛貴、 髙橋快空、武上陽奈、冨波心、 ひまひま、八木美樹、 ゆうちゃみ、ロワ梨里愛                             |                                                                  |
| 40(64)   | 2月12日  | 小杉竜一（ブラックマヨネーズ）                                                                     | 安斉星来、井手上漠、おじゃす、 KANO、川端結愛、国本梨紗、 熊井戸花、小泉のん、佐藤愛桜、 翔、章子昱、菅田愛貴、 髙橋快空、冨波心、ひまひま、 八木美樹、ゆうちゃみ、ロワ梨里愛                                        |                                                                  |
| 41(65)   | 2月19日  | 伊藤俊介（オズワルド）、堀田茜                                                                     | 安斉星来、阿部ここは、井手上漠、 大平萌笑、おじゃす、KANO、 川端結愛、国本梨紗、熊井戸花、 小泉のん、崎本紗衣、佐藤愛桜、 翔、菅田愛貴、髙橋快空、 寺島季咲、冨波心、ひまひま、 MAKI、八木美樹、ロワ梨里愛           |                                                                  |
| 42(66)   | 2月26日  | 王林、錦鯉                                                                                         | 安斉星来、井手上漠、大平萌笑、 おじゃす、KANO、川端結愛、 国本梨紗、熊井戸花、小泉のん、 崎本紗衣、翔、章子昱、 菅田愛貴、髙橋快空、冨波心、 はるち、ひまひま、 八木美樹、ゆうちゃみ                                 |                                                                  |
| 43(67)   | 3月5日   | こがけん、鷲見玲奈、藤原丈一郎（なにわ男子）                                                       | 安斉星来、井手上漠、海老野心、 大平萌笑、おじゃす、KANO、 国本梨紗、小泉のん、小林那波、 齋藤樹愛羅、崎本紗衣、翔、 章子昱、菅田愛貴、寺島季咲、 はるち、ひまひま、ゆうちゃみ、 ゆめぽて、ロワ梨里愛                 |                                                                  |
| 44(68)   | 3月12日  | 阿佐ヶ谷姉妹、鈴鹿央士                                                                             | 安斉星来、井手上漠、海老野心、 大平萌笑、おじゃす、KANO、 国本梨紗、小泉のん、齋藤樹愛羅、 崎本紗衣、佐藤不二子、翔、 章子昱、菅田愛貴、髙橋快空、 冨波心、はるち、ひまひま、 八木美樹、ゆめぽて                     |                                                                  |
| 45(69)   | 3月19日  | 佐々木彩夏（ももいろクローバーZ）、玉井詩織（ももいろクローバーZ）、藤森慎吾（オリエンタルラジオ） | 安斉星来、アンジーひより、井手上漠、 海老野心、大平萌笑、おじゃす、 KANO、国本梨紗、小泉のん、 小久保柚乃、齋藤樹愛羅、翔、 章子昱、菅田愛貴、髙橋快空、 冨波心、はるち、ひまひま、 ゆうちゃみ、ゆめぽて、ロワ梨里愛 |                                                                  |
| 46(70)   | 3月26日  | こがけん、小杉竜一（ブラックマヨネーズ）、向井慧（パンサー）                                       | 安斉星来、足川結珠、井手上漠、 海老野心、大平萌笑、おじゃす、 KANO、国本梨紗、熊井戸花、 小泉のん、齋藤樹愛羅、崎本紗衣、 翔、章子昱、菅田愛貴、 髙橋快空、武上陽奈、冨波心、 はるち、ゆめぽて、ロワ梨里愛           |                                                                  |
| 47(71)   | 4月2日   | 藤田ニコル、マヂカルラブリー                                                                       | 安斉星来、井手上漠、大平萌笑、 おじゃす、KANO、国本梨紗、 小泉のん、齋藤樹愛羅、崎本紗衣、 桜木心菜、翔、章子昱、 菅田愛貴、武上陽奈、冨波心、 ゆめぽて、ロワ梨里愛                                                  |                                                                  |
| 48(72)   | 4月9日   | 神田愛花、小杉竜一（ブラックマヨネーズ）、守屋茜                                                   | 安斉星来、井手上漠、大平萌笑、 おじゃす、KANO、国本梨紗、 小泉のん、齋藤樹愛羅、崎本紗衣、 翔、章子昱、菅田愛貴、 武上陽奈、寺島季咲、冨波心、 ゆめぽて、ロワ梨里愛                                                  |                                                                  |
| 49(73)   | 4月16日  | 錦鯉、堀田茜                                                                                       | 足川結珠、あみか、安斉星来、 大平萌笑、おじゃす、KANO、 国本梨紗、小泉のん、齋藤樹愛羅、 崎本紗衣、翔、章子昱、 菅田愛貴、武上陽奈、寺島季咲、 冨波心、ひまひま、ゆめぽて                                            |                                                                  |
| 50(74)   | 4月23日  | イワクラ（蛙亭）、眞栄田郷敦                                                                       | 足川結珠、大平萌笑、おじゃす、 KANO、金星、国本梨紗、 小泉のん、齋藤樹愛羅、崎本紗衣、 翔、章子昱、菅田愛貴、 武上陽奈、冨波心、ひまひま、 ゆめぽて、横田真子                                                        |                                                                  |
| 51(75)   | 4月30日  | 斉藤慎二（ジャングルポケット）、恒松祐里                                                           | 安斉星来、井手上漠、大角ゆき、 おじゃす、KANO、国本梨紗、 小泉のん、齋藤樹愛羅、崎本紗衣、 翔、章子昱、菅田愛貴、 髙橋快空、武上陽奈、ゆめぽて、 横田真子、ロワ梨里愛                                                |                                                                  |
| 52(76)   | 5月7日   | 秋元真夏、伊藤俊介（オズワルド）                                                                   | 青山姫乃、安斉星来、井手上漠、 大角ゆき、おじゃす、KANO、 国本梨紗、熊井戸花、小泉のん、 齋藤樹愛羅、崎本紗衣、翔、 章子昱、髙橋快空、武上陽奈、 ゆめぽて、横田真子、ロワ梨里愛                                      |                                                                  |
| 53(77)   | 5月14日  | アンミカ、モグライダー                                                                             | 安斉星来、大角ゆき、おじゃす、 KANO、ギュナイ滝美、国本梨紗、 小泉のん、齋藤樹愛羅、崎本紗衣、 翔、章子昱、髙橋快空、 武上陽奈、冨波心、ひまひま、 森﨑美月、ゆうちゃみ、 ゆめぽて、横田真子                         |                                                                  |
| 54(78)   | 5月21日  | 阿佐ヶ谷姉妹、桜田ひより                                                                           | 足川結珠、安斉星来、大角ゆき、 おじゃす、KANO、河村ここあ、 ギュナイ滝美、国本梨紗、小泉のん、 齋藤樹愛羅、崎本紗衣、翔、 章子昱、髙橋快空、武上陽奈、 寺島季咲、ひまひま、ゆめぽて、 横田真子、ロワ梨里愛           |                                                                  |
| 55(79)   | 5月28日  | 大友花恋、藤森慎吾（オリエンタルラジオ）                                                           | 安斉星来、井手上漠、大角ゆき、 おじゃす、北里琉、ギュナイ滝美、 金星、国本梨紗、小泉のん、 齋藤樹愛羅、崎本紗衣、翔、 章子昱、髙橋快空、はるち、 ひまひま、星名ハルハ、森﨑美月、 ゆめぽて、横田真子                 | 山内が体調不良のため欠席。代打として、山内席に井手上が座った。   |
| 56(80)   | 6月4日   | 井桁弘恵、小杉竜一（ブラックマヨネーズ）                                                           | 阿部ここは、安斉星来、井手上漠、 今堀奏、おじゃす、ギュナイ滝美、 金星、国本梨紗、小泉のん、 齋藤樹愛羅、崎本紗衣、翔、 章子昱、菅田愛貴、髙橋快空、 冨波心、宮迫翠月、森﨑美月、 ゆめぽて、横田真子                 | 山内が体調不良のため欠席。代打として、山内席におじゃすが座った。 |
| 57(81)   | 6月11日  | 伊藤俊介（オズワルド）、西畑大吾（なにわ男子）                                                     | 青山姫乃、足川結珠、安斉星来、 おじゃす、KANO、河村ここあ、 ギュナイ滝美、金星、国本梨紗、 齋藤樹愛羅、崎本紗衣、翔、 章子昱、髙橋快空、武上陽奈、 冨波心、野崎珠愛、野崎結愛、 森﨑美月、ゆめぽて                   | 指原が体調不良のため欠席。代打として、国本がMCを務めた。         |
| 58(82)   | 6月18日  | 近藤春菜（ハリセンボン）、森七菜                                                                   | 青山姫乃、安斉星来、おじゃす、 風見和香、KANO、河村ここあ、 ギュナイ滝美、国本梨紗、齋藤樹愛羅、 崎本紗衣、翔、章子昱、 菅田愛貴、髙橋快空、冨波心、 ひまひま、森﨑美月、 ゆめぽて、横田真子                         | 指原が体調不良のため欠席。代打として、安斉がMCを務めた。         |
| 59(83)   | 6月25日  | えなこ、竹内由恵、田渕章裕（インディアンス）                                                       | 足川結珠、安斉星来、井手上漠、 入江日奈子、大角ゆき、おじゃす、 KANO、ギュナイ滝美、金星、 国本梨紗、小泉のん、齋藤樹愛羅、 崎本紗衣、翔、章子昱、 髙橋快空、冨波心、 ひまひま、ゆめぽて                             |                                                                  |
| 60(84)   | 7月2日   | イワクラ（蛙亭）、高橋文哉                                                                         | 安斉星来、井手上漠、今堀奏、 大角ゆき、おじゃす、KANO、 ギュナイ滝美、金星、国本梨紗、 小泉のん、齋藤樹愛羅、崎本紗衣、 翔、章子昱、髙橋快空、 仲村悠菜、ひまひま、 ゆめぽて、横田真子                               |                                                                  |
| 61(85)   | 7月9日   | 堀田真由、マヂカルラブリー                                                                         | 足川結珠、安斉星来、おじゃす、 風見和香、KANO、河村ここあ、 ギュナイ滝美、金星、国本梨紗、 小泉のん、齋藤樹愛羅、崎本紗衣、 翔、章子昱、髙橋快空、 冨波心、森﨑美月、 ゆめぽて、横田真子                             |                                                                  |
| 62(86)   | 7月16日  | 斉藤慎二（ジャングルポケット）、菜波、藤田ニコル                                                   | 足川結珠、安斉星来、おじゃす、 風見和香、KANO、河村ここあ、 ギュナイ滝美、金星、国本梨紗、 小泉のん、齋藤樹愛羅、崎本紗衣、 翔、章子昱、髙橋快空、 冨波心、森﨑美月、 ゆめぽて、横田真子                             |                                                                  |
| 63(87)   | 7月23日  | 小杉竜一（ブラックマヨネーズ）、ファーストサマーウイカ                                             | 青山姫乃、足川結珠、安斉星来、 井手上漠、おじゃす、風見和香、 KANO、河村ここあ、ギュナイ滝美、 国本梨紗、小泉のん、齋藤樹愛羅、 崎本紗衣、翔、章子昱、 菅田愛貴、髙橋快空、 星名ハルハ、ゆめぽて                     |                                                                  |
| 64(88)   | 7月30日  | 神田愛花、錦鯉 吉沢亮、山田裕貴（SPゲスト）                                                        | 足川結珠、安斉星来、井手上漠、 おじゃす、風見和香、KANO、 金星、河村ここあ、ギュナイ滝美、 国本梨紗、小泉のん、齋藤樹愛羅、 崎本紗衣、翔、章子昱、 髙橋快空、冨波心、ひまひま、 ゆめぽて、横田真子                   |                                                                  |
| 65(89)   | 8月6日   | -                                                                                                  | 足川結珠、安斉星来、大角ゆき、 おじゃす、風見和香、KANO、 河村ここあ、金星、国本梨紗、 小泉のん、齋藤樹愛羅、崎本紗衣、 翔、章子昱、髙橋快空、 森﨑美月、ゆめぽて、横田真子                                          |                                                                  |
| 66(90)   | 8月13日  | 堀田茜、マヂカルラブリー                                                                           | 足川結珠、安斉星来、大角ゆき、 おじゃす、風見和香、KANO、 河村ここあ、金星、国本梨紗、 小泉のん、齋藤樹愛羅、崎本紗衣、 翔、章子昱、髙橋快空、 バーン眞寿璃、森﨑美月、 ゆめぽて、横田真子                           |                                                                  |
| 67(91)   | 8月20日  | 大西流星（なにわ男子）、こがけん                                                                   | 足川結珠、安斉星来、岩田奏、 大角ゆき、おじゃす、風見和香、 KANO、河村ここあ、金星、 国本梨紗、小泉のん、齋藤樹愛羅、 崎本紗衣、翔、章子昱、 髙橋快空、バーン眞寿璃、森﨑美月、 ゆめぽて、横田真子                   |                                                                  |
| 68(92)   | 9月3日   | 石川恋、斎藤工                                                                                     | 青山姫乃、安斉星来、井手上漠、 岩田奏、大角ゆき、おじゃす、 KANO、河村ここあ、金星、 国本梨紗、小泉のん、齋藤樹愛羅、 章子昱、菅田愛貴、バーン眞寿璃、 ひまひま、宮迫翠月、 ゆめぽて、横田真子                       |                                                                  |
| 69(93)   | 9月10日  | 阿佐ヶ谷姉妹、久間田琳加                                                                           | 青山姫乃、安斉星来、井手上漠、 岩田奏、大角ゆき、おじゃす、 KANO、河村ここあ、金星、 国本梨紗、小泉のん、齋藤樹愛羅、 章子昱、髙橋快空、バーン眞寿璃、 ひまひま、星名ハルハ、 ゆめぽて、横田真子                     |                                                                  |
| 70(94)   | 9月17日  | 小杉竜一（ブラックマヨネーズ）、田中美久（HKT48）、藤田ニコル                                      | 足川結珠、安斉星来、おじゃす、 風見和香、KANO、河村ここあ、 金星、国本梨紗、小泉のん、 齋藤樹愛羅、崎本紗衣、翔、 章子昱、髙橋快空、竹下優名、 冨波心、バーン眞寿璃、 森﨑美月、ゆめぽて                             |                                                                  |
| 71(95)   | 9月24日  | 鷲見玲奈、錦鯉                                                                                     | 安斉星来、入江華音、大角ゆき、 おじゃす、風見和香、河村ここあ、 金星、国本梨紗、小泉のん、 齋藤樹愛羅、崎本紗衣、翔、 章子昱、髙橋快空、竹下優名、 バーン眞寿璃、ひまひま、森﨑美月、 ゆめぽて、横田真子             |                                                                  |
| 72(96)   | 10月1日  | 近藤春菜（ハリセンボン）、生見愛瑠                                                                 | 安斉星来、井手上漠、入江華音、 岩田奏、大角ゆき、おじゃす、 風見和香、河村ここあ、国本梨紗、 小泉のん、齋藤樹愛羅、崎本紗衣、 翔、章子昱、髙橋快空、 冨波心、ひまひま、松尾そのま、 ゆめぽて、横田真子               |                                                                  |
| 73(97)   | 10月8日  | 伊藤俊介（オズワルド）、堀田茜                                                                     | 安斉星来、井手上漠、伊藤沙音、 入江華音、大角ゆき、おじゃす、 風見和香、川口莉奈、河村ここあ、 ギュナイ滝美、国本梨紗、小泉のん、 齋藤樹愛羅、崎本紗衣、翔、 章子昱、髙橋快空、ひまひま、 ゆめぽて、横田真子         |                                                                  |
| 74(98)   | 10月15日 | ファーストサマーウイカ、本田仁美                                                                   | 足川結珠、安斉星来、入江華音、 岩田奏、おじゃす、川口莉奈、 河村ここあ、国本梨紗、久保歌恋、 小泉のん、齋藤樹愛羅、崎本紗衣、 翔、章子昱、髙橋快空、 バーン眞寿璃、ひまひま、ゆめぽて                                |                                                                  |
| 75(99)   | 10月22日 | 滝沢カレン、中島健人（Sexy Zone）                                                                  | 足川結珠、安斉星来、入江華音、 おじゃす、風見和香、川口莉奈、 河村ここあ、国本梨紗、小泉のん、 齋藤樹愛羅、崎本紗衣、翔、 章子昱、髙橋快空、根岸実花、 バーン眞寿璃、森﨑美月、 ゆめぽて、横田真子                   |                                                                  |
| 76(100)  | 11月5日  | -                                                                                                  | 安斉星来、井手上漠、おじゃす、 金星、国本梨紗、小泉のん、 崎本紗衣、翔、章子昱、 髙橋快空、ひまひま、 ゆめぽて、横田真子                                                                                             |                                                                  |
| 77(101)  | 11月12日 | 永瀬廉（King & Prince）、モグライダー                                                              | 安斉星来、大角ゆき、おじゃす、 風見和香、川口莉奈、河村ここあ、 金星、国本梨紗、小泉のん、 崎本紗衣、翔、章子昱、 髙橋快空、林美央子、バーン眞寿璃、 ひまひま、森﨑美月、 ゆめぽて、横田真子                         |                                                                  |
| 78(102)  | 11月19日 | ギャロップ、武藤十夢、与田祐希（乃木坂46）                                                         | 足川結珠、安斉星来、大角ゆき、 おじゃす、風見和香、河村ここあ、 金星、国本梨紗、小泉のん、 崎本紗衣、翔、章子昱、 髙橋快空、冨波心、林姫奈妙、 バーン眞寿璃、ひまひま、 ゆめぽて、横田真子                           |                                                                  |
| 79(103)  | 11月26日 | 堀田茜、マヂカルラブリー                                                                           | 足川結珠、安斉星来、井手上漠、 岩田奏、おじゃす、風見和香、 河村ここあ、金星、国本姫万里、 国本梨紗、小泉のん、齋藤樹愛羅、 崎本紗衣、翔、章子昱、 髙橋快空、竹下優名、バーン眞寿璃、 ひまひま、MAKI、ゆめぽて       |                                                                  |
| 80(104)  | 12月3日  | こがけん、竹内由恵、福原遥                                                                         | 足川結珠、安斉星来、井手上漠、 入江華音、おじゃす、風見和香、 河村ここあ、金星、国本梨紗、 小泉のん、齋藤樹愛羅、崎本紗衣、 翔、章子昱、髙橋快空、 竹下優名、根岸実花、バーン眞寿璃、 ひまひま、MAKI、ゆめぽて       |                                                                  |
| 81(105)  | 12月10日 | 大原優乃、小杉竜一（ブラックマヨネーズ）、安めぐみ                                                 | 足川結珠、安斉星来、伊藤沙音、 入江華音、大角ゆき、おじゃす、 風見和香、河村ここあ、国本梨紗、 小泉のん、齋藤樹愛羅、崎本紗衣、 翔、章子昱、ひまひま、 森﨑美月、ゆめぽて、横田真子 バーン眞寿璃（VTR出演）          |                                                                  |
| 82(106)  | 12月17日 | タイムマシーン3号、藤田ニコル                                                                      | 足川結珠、安斉星来、伊藤沙音、 入江華音、大角ゆき、おじゃす、 風見和香、河村ここあ、国本梨紗、 小泉のん、小柴将真、齋藤樹愛羅、 崎本紗衣、翔、章子昱、 ひまひま、森﨑美月、 ゆめぽて、横田真子                       |                                                                  |
| 83(107)  | 12月24日 | 曽田陵介、ファーストサマーウイカ、森川葵                                                           | 有坂心花、安斉星来、井手上漠、 入江華音、岩田奏、大角ゆき、 おじゃす、風見和香、国本梨紗、 小泉のん、齋藤樹愛羅、崎本紗衣、 翔、章子昱、髙橋快空、 バーン眞寿璃、ひまひま、森﨑美月、 ゆめぽて、横田真子             |                                                                  |

#### 2024年
| 放送回数 | 放送日   | ゲスト                                                                                    | 超無敵クラス | 備考                                                                                          |
| -------- | -------- | ----------------------------------------------------------------------------------------- | --- | --------------------------------------------------------------------------------------------- |
| 84(108)  | 1月14日  | なすなかにし、山田涼介（Hey! Say! JUMP）                                                  | 足川結珠、安斉星来、井手上漠、 入江華音、大角ゆき、おじゃす、 風見和香、河村ここあ、国本梨紗、 小泉のん、齋藤樹愛羅、崎本紗衣、 翔、章子昱、髙橋快空、 土屋ユリア、バーン眞寿璃、ひまひま、 ゆめぽて、横田真子                                               |                                                                                               |
| 85(109)  | 1月21日  | アンミカ、横澤夏子                                                                        | 足川結珠、安斉星来、伊藤沙音、 入江華音、岩田奏、梅谷心愛、 大角ゆき、おじゃす、風見和香、 国本姫万里、国本梨紗、小泉のん、 齋藤樹愛羅、崎本紗衣、翔、 髙橋快空、バーン眞寿璃、ひまひま、 ゆめぽて、横田真子                                                 |                                                                                               |
| 86(110)  | 1月28日  | 大友花恋、錦鯉                                                                            | 足川結珠、安斉星来、入江華音、 岩田奏、梅谷心愛、大角ゆき、 おじゃす、風見和香、河村ここあ、 国本梨紗、小泉のん、齋藤樹愛羅、 崎本紗衣、翔、髙橋快空、 バーン眞寿璃、ひまひま、藤咲碧羽、 ゆめぽて、横田真子                                                 |                                                                                               |
| 87(111)  | 2月4日   | 小芝風花、小杉竜一（ブラックマヨネーズ）、渡辺翔太（Snow Man）                            | 安斉星来、井手上漠、今森茉耶、 おじゃす、風見和香、河村ここあ、 金星、国本梨紗、小泉のん、 齋藤樹愛羅、崎本紗衣、翔、 章子昱、髙橋快空、根岸実花、 バーン眞寿璃、ひまひま、宮迫翠月、 ゆめぽて、横田真子                                                     |                                                                                               |
| 88(112)  | 2月11日  | 阿佐ヶ谷姉妹、松村北斗（SixTONES）                                                        | 足川結珠、安斉星来、井手上漠、 今森茉耶、入江華音、おじゃす、 河村ここあ、金星、国本梨紗、 小泉のん、齋藤樹愛羅、崎本紗衣、 翔、章子昱、髙橋快空、 根岸実花、バーン眞寿璃、ひまひま、 ゆめぽて、横田真子、梨里花                                             |                                                                                               |
| 89(113)  | 2月18日  | 武藤十夢、モグライダー                                                                    | 足川結珠、安斉星来、岩田奏、 宇佐美空来、おじゃす、風見和香、 河村ここあ、国本梨紗、小泉のん、 翔、章子昱、髙橋快空、 バーン眞寿璃、ひまひま、藤咲碧羽、 宮迫翠月、森﨑美月、ゆめぽて、 横田真子、梨里花                                                     |                                                                                               |
| 90(114)  | 2月25日  | 一ノ瀬ワタル、近藤春菜（ハリセンボン）、志田彩良                                          | 足川結珠、安斉星来、入江華音、 おじゃす、風見和香、河村ここあ、 国本梨紗、小泉のん、翔、 章子昱、髙橋快空、バーン眞寿璃、 ひまひま、藤咲碧羽、マーク佳来、 宮迫翠月、森﨑美月、ゆめぽて、 横田真子、梨里花                                                   |                                                                                               |
| 91(115)  | 3月3日   | 羽鳥慎一、間宮祥太朗、森香澄                                                              | 足川結珠、安斉星来、井手上漠、 入江華音、大角ゆき、おじゃす、 風見和香、河村ここあ、国本梨紗、 齋藤樹愛羅、崎本紗衣、翔、 章子昱、髙橋快空、バーン眞寿璃、 土方エミリ、ひまひま、藤咲碧羽、 森﨑美月、ゆめぽて                                               |                                                                                               |
| 92(116)  | 3月10日  | 菊池風磨（Sexy Zone）、山本彩                                                             | 足川結珠、井手上漠、入江華音、 大角ゆき、おじゃす、河村ここあ、 国本梨紗、齋藤樹愛羅、崎本紗衣、 翔、章子昱、髙橋快空、 冨永真姫、バーン眞寿璃、ひまひま、 藤咲碧羽、宮迫翠月、森﨑美月、 ゆめぽて、横田真子                                                 |                                                                                               |
| 93(117)  | 3月17日  | 伊藤俊介（オズワルド）、藤本美貴                                                          | 安斉星来、今森茉耶、入江華音、 宇佐美空来、大角ゆき、おじゃす、 風見和香、河村ここあ、金星、 国本梨紗、小泉のん、齋藤樹愛羅、 佐藤和奏、翔、章子昱、 髙橋快空、根岸実花、バーン眞寿璃、 土方エミリ、ひまひま、宮迫翠月                                       |                                                                                               |
| 94(118)  | 3月24日  | マヂカルラブリー、本仮屋ユイカ                                                            | 安斉星来、今森茉耶、岩田奏、 宇佐美空来、大角ゆき、おじゃす、 風見和香、河村ここあ、金星、 国本梨紗、小泉のん、齋藤樹愛羅、 翔、章子昱、髙橋快空、 根岸実花、バーン眞寿璃、土方エミリ、 ひまひま、宮迫翠月                                                   |                                                                                               |
| 95(119)  | 3月31日  | 小杉竜一（ブラックマヨネーズ）、錦鯉、藤田ニコル                                          | 足川結珠、安斉星来、入江華音、 おじゃす、風見和香、河村ここあ、 金星、国本梨紗、齋藤樹愛羅、 崎本紗衣、翔、章子昱、 髙橋快空、土方エミリ、ひまひま、 藤咲碧羽、宮迫翠月、森﨑美月、 ゆめぽて、横田真子                                                       |                                                                                               |
| 96(120)  | 4月7日   | 田中樹（SixTONES）、堀田茜                                                                | 足川結珠、入江華音、岩田奏、 大里菜桜、おじゃす、風見和香、 河村ここあ、金星、国本梨紗、 齋藤樹愛羅、崎本紗衣、翔、 髙橋快空、土方エミリ、ひまひま、 藤咲碧羽、宮迫翠月、森﨑美月、 ゆめぽて、横田真子                                                       |                                                                                               |
| 97(121)  | 4月14日  | 阿佐ヶ谷姉妹、工藤阿須加                                                                  | 足川結珠、入江華音、岩田奏、 大角ゆき、おじゃす、風見和香、 河村ここあ、国本梨紗、小泉のん、 齋藤樹愛羅、崎本紗衣、翔、 髙橋快空、野乃ジゼル、バーン眞寿璃、 ひまひま、藤咲碧羽、宮迫翠月、 ゆめぽて、横田真子                                               |                                                                                               |
| 98(122)  | 4月21日  | 川西拓実（JO1）、桜田ひより、野呂佳代                                                     | 足川結珠、入江華音、岩田奏、 大角ゆき、おじゃす、風見和香、 河村ここあ、国本梨紗、小泉のん、 齋藤樹愛羅、崎本紗衣、翔、 髙橋快空、バーン眞寿璃、土方エミリ、 ひまひま、藤咲碧羽、松尾そのま、 宮迫翠月、ゆめぽて、横田真子                                   |                                                                                               |
| 99(123)  | 4月28日  | タイムマシーン3号、山下健二郎（三代目 J SOUL BROTHERS from EXILE TRIBE）                  | 安斉星来、岩田奏、大角ゆき、 おじゃす、風見和香、河村ここあ、 小泉のん、後藤花、齋藤樹愛羅、 崎本紗衣、翔、髙橋快空、 バーン眞寿璃、土方エミリ、ひまひま、 藤咲碧羽、松尾そのま、宮迫翠月、 森﨑美月、ゆめぽて、横田真子                                     |                                                                                               |
| 100(124) | 5月5日   | 嵐莉菜、末澤誠也（Aぇ! group）、本仮屋ユイカ                                              | 足川結珠、安斉星来、入江華音、 岩田奏、大角ゆき、おじゃす、 河村ここあ、小泉のん、齋藤樹愛羅、 崎本紗衣、翔、髙橋快空、 西川実花、バーン眞寿璃、土方エミリ、 ひまひま、藤咲碧羽、松尾そのま、 宮迫翠月、ゆめぽて、横田真子                                   |                                                                                               |
| 101(125) | 5月12日  | 小島健（Aぇ! group）、小杉竜一（ブラックマヨネーズ）、橋本愛                              | 今森茉耶、入江華音、大角ゆき、 おじゃす、風見和香、河村ここあ、 金星、小泉のん、齋藤樹愛羅、 崎本紗衣、翔、章子昱、 星流、髙橋快空、バーン眞寿璃、 ひまひま、藤咲碧羽、松尾そのま、 森﨑美月、ゆめぽて、横田真子                                             |                                                                                               |
| 102(126) | 5月19日  | 佐々木久美（日向坂46）、清水理央（日向坂46）、宮田俊哉（Kis-My-Ft2）                      | 足川結珠、今森茉耶、大角ゆき、 おじゃす、風見和香、河村ここあ、 金星、小泉のん、齋藤樹愛羅、 崎本紗衣、翔、章子昱、 髙橋快空、バーン眞寿璃、ひまひま、 藤咲碧羽、松尾そのま、森﨑美月、 安原琉那、ゆめぽて、横田真子                                         |                                                                                               |
| 103(127) | 5月26日  | 倉科カナ、こがけん                                                                        | 足川結珠、安斉星来、岩田奏、 大角ゆき、筧礼、風見和香、 河村ここあ、小泉のん、齋藤樹愛羅、 崎本紗衣、翔、髙橋快空、 バーン眞寿璃、土方エミリ、ひまひま、 藤咲碧羽、MAKI、松尾そのま、 宮迫翠月、ゆめぽて、横田真子                                           |                                                                                               |
| 104(128) | 6月2日   | 川尻蓮（JO1）、マヂカルラブリー                                                           | 安斉星来、 岩田奏、榎本月海、 大角ゆき、河村ここあ、小泉のん、 後藤花、齋藤樹愛羅、崎本紗衣、 翔、星流。髙橋快空、 バーン眞寿璃、土方エミリ、ひまひま、 藤咲碧羽、MAKI、松尾そのま、 宮迫翠月、ゆめぽて、横田真子                                            |                                                                                               |
| 105(129) | 6月9日   | 大橋和也（なにわ男子）、横澤夏子                                                          | 岩田奏、おじゃす、風見和香、 河村ここあ、国本梨紗、小泉のん、 齋藤樹愛羅、崎本紗衣、翔、 髙橋快空、バーン眞寿璃、土方エミリ、 ひまひま、藤咲碧羽、松尾そのま、 松藤史恩、宮迫翠月、森﨑美月、 安原琉那、ゆめぽて、横田真子                                   |                                                                                               |
| 106(130) | 6月16日  | 近藤春菜（ハリセンボン）、佐野雄大（INI）、藤本美貴 高校生クイズ企画 京本大我（SixTONES） | 足川結珠、安斉星来、岩田奏、 大角ゆき、おじゃす、筧礼、 風見和香、河村ここあ、国本梨紗、 小泉のん、齋藤樹愛羅、崎本紗衣、 翔、星流、髙橋快空、 バーン眞寿璃、土方エミリ、ひまひま、 藤咲碧羽、堀川梨心、松尾そのま、 宮迫翠月、森﨑美月、 ゆめぽて、横田真子 |                                                                                               |
| 107(131) | 6月23日  | 錦鯉、森本慎太郎（SixTONES）                                                              | 足川結珠、安斉星来、岩田奏、 おじゃす、風見和香、河村ここあ、 小泉のん、齋藤樹愛羅、崎本紗衣、 翔、星流、髙橋快空、 竹野世椰、バーン眞寿璃、ひまひま、 藤咲碧羽、宮迫翠月、森﨑美月、 ゆめぽて、横田真子                                                     |                                                                                               |
| 108(132) | 6月30日  | 伊藤俊介（オズワルド）、京本大我（SixTONES）                                              | 足川結珠、安斉星来、岩田奏、 大角ゆき、おじゃす、風見和香、 河村ここあ、小泉のん、齋藤樹愛羅、 崎本紗衣、翔、星流、 髙橋快空、バーン眞寿璃、ひまひま、 藤咲碧羽、宮迫翠月、森﨑美月、 ゆめぽて、横田真子                                                     |                                                                                               |
| 109(133) | 7月7日   | 小杉竜一（ブラックマヨネーズ）、佐野勇斗                                                  | 岩田奏、風見和香、河村ここあ、 小泉のん、後藤花、齋藤樹愛羅、 坂田心咲、崎本紗衣、塩月希依音、 翔、章子昱、髙橋快空、 バーン眞寿璃、土方エミリ、ひまひま、 藤咲碧羽、松尾そのま、宮迫翠月、 ゆめぽて、横田真子                                               |                                                                                               |
| 110(134) | 7月14日  | 阿佐ヶ谷姉妹、渋谷凪咲                                                                    | 岩田奏、大角ゆき、風見和香、 河村ここあ、小泉のん、後藤花、 齋藤樹愛羅、崎本紗衣、翔、 章子昱、星流、髙橋快空、 バーン眞寿璃、土方エミリ、ひまひま、 藤咲碧羽、松尾そのま、宮迫翠月、 ゆめぽて、横田真子                                                     |                                                                                               |
| 111(135) | 7月21日  | 藤森慎吾（オリエンタルラジオ）、堀田茜                                                    | 安斉星来、入江華音、岩田奏、 大角ゆき、おじゃす、河村ここあ、 小泉のん、齋藤樹愛羅、崎本紗衣、 翔、星流、髙橋快空、 谷田ラナ、土方エミリ、ひまひま、 藤咲碧羽、松尾そのま、宮迫翠月、 森﨑美月、ゆめぽて、横田真子                                           |                                                                                               |
| 112(136) | 7月28日  | 大西流星（なにわ男子）、小栗有以（AKB48）                                                 | 安斉星来、岩田奏、大角ゆき、 おじゃす、河村ここあ、小泉のん、 齋藤樹愛羅、崎本紗衣、翔、 星流、髙橋快空、バーン眞寿璃、 土方エミリ、ひまひま、藤咲碧羽、 松尾そのま、宮迫翠月、森湖己波、 森﨑美月、ゆめぽて、横田真子                                       |                                                                                               |
| 113(137) | 8月4日   | 眞栄田郷敦、浅川梨奈、吉谷彩子                                                            | 入江華音、岩田奏、大角ゆき、 おじゃす、風見和香、河村ここあ、 桑原愛佳、小泉のん、後藤花、 翔、星流、髙橋快空、 谷田ラナ、バーン眞寿璃、土方エミリ、 ひまひま、松尾そのま、宮迫翠月、 森﨑美月、ゆめぽて、横田真子                                           |                                                                                               |
| 114(138) | 8月11日  | 石川みなみ（日本テレビアナウンサー）、髙地優吾（SixTONES）、田中樹（SixTONES）            | 安斉星来、岩田奏、大角ゆき、 おじゃす、風見和香、河村ここあ、 小泉のん、齋藤樹愛羅、崎本紗衣、 翔、星流、髙橋快空、 谷田ラナ、バーン眞寿璃、土方エミリ、 ひまひま、藤咲碧羽、松尾そのま、 宮迫翠月、森﨑美月、 ゆめぽて、横田真子                            |                                                                                               |
| 115(139) | 8月18日  | 北山宏光、錦鯉                                                                            | 岩田奏、大角ゆき、おじゃす、 風見和香、河村ここあ、小泉のん、 後藤花、翔、星流、 髙橋快空、髙橋美虹、竹野世梛、 谷田ラナ、バーン眞寿璃、土方エミリ、 ひまひま、松尾そのま、宮迫翠月、 森﨑美月、ゆめぽて、横田真子                                           |                                                                                               |
| 116(140) | 8月25日  | 石川みなみ（日本テレビアナウンサー）、髙地優吾（SixTONES）、田中樹（SixTONES）            | 安斉星来、岩田奏、大角ゆき、 おじゃす、河村ここあ、小泉のん、 崎本紗衣、翔、星流、 髙橋快空、竹下優名、谷田ラナ、 バーン眞寿璃、土方エミリ、ひまひま、 藤咲碧羽、松尾そのま、宮迫翠月、 森﨑美月、ゆめぽて、横田真子                                         |                                                                                               |
| 117(141) | 9月8日   | 石川みなみ（日本テレビアナウンサー）、髙地優吾（SixTONES）、田中樹（SixTONES）            | 安斉星来、入江華音、岩田奏、 大角ゆき、おじゃす、風見和香、 河村ここあ、小泉のん、崎本紗衣、 翔、星流、髙橋快空、 谷田ラナ、バーン眞寿璃、土方エミリ、 ひまひま、藤咲碧羽、松尾そのま、 宮迫翠月、森﨑美月、 ゆめぽて、横田真子                              | この回は、9月10日放送の「第44回高校生クイズ」の直前だったため、石川とSixTONESが連続出演した。 |
| 118(142) | 9月15日  | -                                                                                         | 安斉星来、岩田奏、大角ゆき、 おじゃす、風見和香、河村ここあ、 小泉のん、崎本紗衣、翔、 星流、髙橋快空、谷田ラナ、 バーン眞寿璃、土方エミリ、ひまひま、 藤咲碧羽、松尾そのま、宮迫翠月、 森﨑美月、ゆめぽて、横田真子                                         |                                                                                               |
| 119(143) | 9月22日  | 岡崎紗絵、マヂカルラブリー                                                                | 天野香乃愛、岩田奏、大角ゆき、 おじゃす、風見和香、河村ここあ、 小泉のん、崎本紗衣、星流、 髙橋快空、谷田ラナ、バーン眞寿璃、 土方エミリ、ひまひま、藤咲碧羽、 宮迫翠月、森﨑美月、 ゆめぽて、横田真子                                                       |                                                                                               |
| 120(144) | 9月29日  | 阿佐ヶ谷姉妹、本仮屋ユイカ                                                                | 天野香乃愛、安斉星来、入江華音、 岩田奏、おじゃす、風見和香、 河村ここあ、小泉のん、翔、 星流、髙橋快空、竹下優名、 バーン眞寿璃、土方エミリ、ひまひま、 藤咲碧羽、森﨑美月、 ゆめぽて、横田真子                                                             |                                                                                               |
| 121(145) | 10月6日  | 井手上漠、こがけん、田中樹（SixTONES）                                                    | 天野香乃愛、安斉星来、入江華音、 岩田奏、大角ゆき、おじゃす、 風見和香、河村ここあ、小泉のん、 翔、星流、髙橋快空、 バーン眞寿璃、土方エミリ、ひまひま、 藤咲碧羽、松尾そのま、宮迫翠月、 森﨑美月、ゆめぽて、横田真子                                       |                                                                                               |
| 122(146) | 10月13日 | 入山杏奈、大友花恋、横澤夏子                                                              | 青山姫乃、岩田奏、 大角ゆき、おじゃす、河村ここあ、 国本梨紗、小泉のん、崎本紗衣、 翔、星流、髙橋快空、 谷田ラナ、バーン眞寿璃、土方エミリ、 ひまひま、藤咲碧羽、宮迫翠月、 森﨑美月、ゆめぽて、横田真子                                                     |                                                                                               |
| 123(147) | 10月20日 | タイムマシーン3号、藤本美貴                                                               | 青山姫乃、岩田奏、大角ゆき、 おじゃす、河村ここあ、国本梨紗、 小泉のん、崎本紗衣、翔、 星流、髙橋快空、谷田ラナ、 バーン眞寿璃、土方エミリ、ひまひま、 藤咲碧羽、宮迫翠月、森﨑美月、 ゆめぽて、横田真子                                                     |                                                                                               |
| 124(148) | 11月3日  | 大貫亜美（PUFFY） 髙橋海人（King & Prince）、莉子                                         | 天野香乃愛、入江華音、岩田奏、 大角ゆき、おじゃす、河村ここあ、 小泉のん、崎本紗衣、翔、 星流、髙橋快空、冨波心、 中島真白、バーン眞寿璃、ひまひま、 藤咲碧羽、宮迫翠月、森﨑美月、 ゆめぽて、横田真子                                                       |                                                                                               |
| 125(149) | 11月10日 | 伊藤俊介（オズワルド）、梶裕貴                                                            | 天野香乃愛、有村南海、入江華音、 岩田奏、おじゃす、風見和香、 河村ここあ、小泉のん、崎本紗衣、 翔、星流、髙橋快空、 竹野世梛、冨波心、バーン眞寿璃、 ひまひま、藤咲碧羽、森﨑美月、 ゆめぽて、横田真子                                                       |                                                                                               |
| 126(150) | 11月17日 | 田中樹（SixTONES）                                                                        | 崎本紗衣、ひまひま 藤咲碧羽、横田真子 |                                                                                               |
| 127(151) | 11月24日 | -                                                                                         | ひまひま |                                                                                               |
| 128(152) | 12月1日  | 阿佐ヶ谷姉妹、宮世琉弥                                                                    | 天野香乃愛、岩田奏、おじゃす、 風見和香、河村ここあ、小泉のん、 崎本紗衣、翔、章子昱、 星流、髙橋快空、谷田ラナ、 バーン眞寿璃、ひまひま、藤咲碧羽、 MAKI、松尾そのま、宮迫翠月、 ゆめぽて、横田真子                                                         |                                                                                               |
| 129(153) | 12月8日  | 錦鯉、畑芽育                                                                              | 天野香乃愛、岩田奏、大角ゆき、 おじゃす、風見和香、河村ここあ、 小泉のん、崎本紗衣、翔、 章子昱、星流、髙橋快空、 谷田ラナ、バーン眞寿璃、ひまひま、 藤咲碧羽、MAKI、松尾そのま、 宮迫翠月、ゆめぽて、横田真子                                               |                                                                                               |
| 130(154) | 12月15日 | 藤田ニコル、横澤夏子                                                                      | 天野香乃愛、安斉星来、入江華音、 岩田奏、大角ゆき、おじゃす、 筧礼、風見和香、河村ここあ、 小泉のん、崎本紗衣、桜庭遥花、 翔、星流、髙橋快空、 谷田ラナ、バーン眞寿璃、土方エミリ、 ひまひま、藤咲碧羽、森﨑美月、 ゆめぽて 横田真子                         |                                                                                               |
| 131(155) | 12月22日 | 玉井詩織（ももいろクローバーZ）、増田貴久（NEWS）                                         | 天野香乃愛、安斉星来、入江華音、 岩田奏、大角ゆき、おじゃす、 筧礼、河村ここあ、小泉のん、 KOKORO、崎本紗衣、翔、 星流、髙橋快空、谷田ラナ、 バーン眞寿璃、土方エミリ、ひまひま、 森﨑美月、ゆめぽて、横田真子                                               |                                                                                               |
| 132(156) | 12月29日 | 髙地優吾（SixTONES）、佐藤勝利（timelesz）、タイムマシーン3号                             | 天野香乃愛、入江華音、岩田奏、 おじゃす、風見和香、河村ここあ、 国本梨紗、小泉のん、崎本紗衣、 翔、星流、髙橋快空、 バーン眞寿璃、土方エミリ、ひまひま、 藤咲碧羽、松尾そのま、森﨑美月、 ゆめぽて、横田真子                                                 |                                                                                               |

#### 2025年
| 放送回数 | 放送日  | ゲスト                                                                | 超無敵クラス | 備考 |
| -------- | ------- | --------------------------------------------------------------------- | --- | ---- |
| 133(156) | 1月12日 | 松島聡（timelesz）、本仮屋ユイカ                                      | 天野香乃愛、岩田奏、大角ゆき、 おじゃす、風見和香、河村ここあ、 国本梨紗、小泉のん、崎本紗衣、 翔、星流、髙橋快空、 谷田ラナ、バーン眞寿璃、土方エミリ、 ひまひま、藤咲碧羽、松尾そのま、 宮迫翠月、森﨑美月、 ゆめぽて、横田真子 |      |
| 134(157) | 1月19日 | 小杉竜一（ブラックマヨネーズ）、坂東龍汰                              | 天野香乃愛、入江華音、岩田奏、 大角ゆき、おじゃす、風見和香、 河村ここあ、小泉のん、崎本紗衣、 翔、星流、髙橋快空、 バーン眞寿璃、土方エミリ、ひまひま、 藤咲碧羽、松尾そのま、宮迫翠月、 森﨑美月、ゆめぽて、横田真子            |      |
| 135(158) | 1月26日 | 浮所飛貴（美 少年）、白石麻衣、マヂカルラブリー                       | 天野香乃愛、入江華音、岩田奏、 大角ゆき、おじゃす、風見和香、 河村ここあ、小泉のん、崎本紗衣、 翔、星流、髙橋快空、 谷田ラナ、バーン眞寿璃、土方エミリ、 ひまひま、藤咲碧羽、松尾そのま、 宮迫翠月、森﨑美月、 ゆめぽて、横田真子 |      |
| 136(159) | 2月2日  | 神尾楓珠                                                              | 天野香乃愛、安斉星来、入江華音、 岩田奏、大角ゆき、おじゃす、 風見和香、河村ここあ、小泉のん、 崎本紗衣、星流、髙橋快空、 バーン眞寿璃、ひまひま、藤咲碧羽、 松尾そのま、宮迫翠月、森﨑美月、 ゆめぽて、横田真子                  |      |
| 137(160) | 2月9日  | 近藤春菜（ハリセンボン）、堀田茜、松村北斗（SixTONES）                | 天野香乃愛、安斉星来、入江華音、 岩田奏、大角ゆき、おじゃす、 風見和香、河村ここあ、小泉のん、 崎本紗衣、星流、髙橋快空、 バーン眞寿璃、土方エミリ、ひまひま、 藤咲碧羽、松尾そのま、宮迫翠月、 森﨑美月、ゆめぽて、横田真子      |      |
| 138(161) | 2月16日 | 木戸大聖、錦鯉                                                        | 安斉星来、入江華音、おじゃす、 風見和香、河村ここあ、小泉のん、 崎本紗衣、翔、星流、 髙橋快空、谷田ラナ、バーン眞寿璃、 土方エミリ、ひまひま、藤咲碧羽、 松尾そのま、宮迫翠月、森﨑美月、 ゆめぽて、横田真子                      |      |
| 139(162) | 2月23日 | 大西流星（なにわ男子）、大友花恋、横澤夏子                            | 天野香乃愛、入江華音、岩田奏、 おじゃす、風見和香、河村ここあ、 国本梨紗、小泉のん、崎本紗衣、 翔、星流、髙橋快空、 谷田ラナ、バーン眞寿璃、土方エミリ、 ひまひま、藤寺美徳、松尾そのま、 宮迫翠月、森﨑美月、 ゆめぽて、横田真子 |      |
| 140(163) | 3月2日  | 伊藤俊介（オズワルド）、玉井詩織（ももいろクローバーZ）               | 安斉星来、入江華音、大角ゆき、 おじゃす、風見和香、河村ここあ、 小泉のん、崎本紗衣、翔、 星流、髙橋快空、谷田ラナ、 バーン眞寿璃、土方エミリ、ひまひま、 藤咲碧羽、松尾そのま、宮迫翠月、 森﨑美月、ゆめぽて、横田真子            |      |
| 141(164) | 3月9日  | こがけん、小杉竜一（ブラックマヨネーズ）、ジェシー（SixTONES）        | 天野香乃愛、入江華音、岩田奏、 おじゃす、風見和香、河村ここあ、 国本梨紗、小泉のん、崎本紗衣、 翔、星流、髙橋快空、 谷田ラナ、バーン眞寿璃、土方エミリ、 ひまひま、藤咲碧羽、松尾そのま、 宮迫翠月、森﨑美月、 ゆめぽて、横田真子 |      |
| 142(165) | 3月23日 | タイムマシーン3号、田中樹（SixTONES）                                 | 天野香乃愛、入江華音、岩田奏、 大角ゆき、おじゃす、河村ここあ、 小泉のん、崎本紗衣、翔、 星流、髙橋快空、谷田ラナ、 バーン眞寿璃、土方エミリ、ひまひま、 藤咲碧羽、松尾そのま、宮迫翠月、 森﨑美月、ゆめぽて、横田真子            |      |
| 143(166) | 3月30日 | 安斉星来、井手上漠、海老野心、国本梨紗、 章子昱、ゆうちゃみ、吉田莉桜 | 入江華音、岩田奏、大角ゆき、 おじゃす、河村ここあ、小泉のん、 崎本紗衣、翔、星流、 髙橋快空、谷田ラナ、バーン眞寿璃、 土方エミリ、ひまひま、藤咲碧羽、 松尾そのま、宮迫翠月、森﨑美月、 ゆめぽて、横田真子                        |      |

#### 特番（レギュラー化後）
| 放送回数 | 放送日             | 時間          | ゲスト         | 超無敵クラス | 備考                      |
| -------- | ------------------ | ------------- | -------------- | --- | ------------------------- |
| 1        | 10月27日（水曜日） | 19:56 - 21:54 | 櫻井翔、水谷隼 | 安斉星来、石川翔鈴、井手上漠、 楳原まひろ、海老野心、おじゃす、 川端結愛、国本梨紗、齊藤なぎさ、 翔、章子昱、新塘真理、 夏目璃乃、野崎奈菜、長谷川美月、 林芽亜里、ひまひま、福田ルミカ、 細山田明翔、ゆうちゃみ、 ゆな、吉田莉桜 | ゴールデン2時間スペシャル |

| 放送回数 | 放送日            | 時間                                    | ゲスト | 超無敵クラス | 備考                                                                           |
| -------- | ----------------- | --------------------------------------- | --- | --- | ------------------------------------------------------------------------------ |
| 2        | 4月17日（日曜日） | 16:25 - 16:55                           | 4月期ドラマ出演者 | 海老野心、小川桜花、おじゃす、 川端結愛、国本梨紗、齊藤なぎさ、 翔、菅田愛貴、高橋快空、 林芽愛里、ひまひま、広瀬まのか、 ゆな、吉田莉桜、ロワ梨里愛                                                           | 超無敵クラス×4月期新ドラマ コラボSP [再放送]4月19日（火曜日）0:59 - 1:29       |
| 3        | 7月16日（土曜日） | 16:00 - 17:00                           | 7月期ドラマ出演者 | 秋本レイラニ、安斉星来、海老野心、 おじゃす、川端結愛、国本梨紗、 小泉のん、齋藤なぎさ、翔、 菅田愛貴、関谷瑠紀、ひまひま、 松下幸大朗、吉田莉桜、ロア梨里愛                                                   | 超無敵クラス×7月期新ドラマがコラボ！超人気者たちとムチャぶり動画撮影スペシャル |
| 4        | 8月7日（日曜日）  | 16:25 - 16:50                           | （VTRゲスト） 山﨑賢人、吉沢亮、清野菜名、岡山天音                                                                                                  | 足川結珠、安斉星来、井手上漠、 海老野心、おじゃす、KANO、 川端結愛、国本梨紗、小泉のん、 齊藤なぎさ、翔、章子昱、 菅田愛貴、髙橋快空、ひまひま、 吉田莉桜、ロワ梨里愛                                          | 超無敵クラス 特別版 『キングダム2』潜入SP [再放送]8月24日（水曜日）2:09 - 2:34 |
| 5        | 11月9日（水曜日） | 19:00 - 21:00 (一部地域は20:54飛び降り) | 菊池風磨（Sexy Zone）、劇団ひとり、小杉竜一（ブラックマヨネーズ）、 渋谷凪咲（NMB48）、田中樹（SixTONES）、 中条あやみ、羽鳥慎一 （VTR出演） 桝太一 | 足川結珠、安斉星来、井手上漠、 海老野心、小川桜花、おじゃす、 KANO、川端結愛、国本梨紗、 熊井戸花、小泉のん、齊藤なぎさ、 崎本紗衣、翔、章子昱、 菅田愛貴、髙橋快空、冨波心、 ひまひま、ゆうちゃみ、ロワ梨里愛 | ゴールデン2時間スペシャル                                                      |

| 放送回数 | 放送日            | 時間          | ゲスト | 超無敵クラス | 備考                      |
| -------- | ----------------- | ------------- | --- | --- | ------------------------- |
| 6        | 3月18日（土曜日） | 19:00 - 20:54 | 勝地涼、川田裕美、菊池風磨（Sexy Zone） 岸優太（King & Prince）、斉藤慎二（ジャングルポケット）、錦鯉、 羽鳥慎一、広瀬すず、百田夏菜子（ももいろクローバーZ） 櫻井翔（SPゲスト） | 足川結珠、安斉星来、井手上漠、 海老野心、おじゃす、KANO、 国本梨紗、小泉のん、崎本紗衣、 翔、章子昱、菅田愛貴、 髙橋快空、冨波心、はるち、 ひまひま、八木美樹、ゆうちゃみ、 ゆめぽて、ロワ梨里愛 | ゴールデン2時間スペシャル |

## 主な企画
超無敵チャリ通ジャーニー

超無敵！放課後は別の顔

オトナのみなさん、ちょっとお時間いいですか？

超無敵連続ドキュメント～東京1年生～

超無敵クラフト部

超無敵エキサイトスピーチ

超無敵！回ってきたニュース

超無敵オトナ買いの世界

超無敵ローカルパン部

超無敵オファー

超無敵プロジェクト

超無敵10代コメンテーター

名門校すぐそばグルメ

超無敵チマタの謎調査隊

放課後に因縁の戦い！

超無敵ラストチャンス

超無敵ハイスぺ10代白書

超無敵！気になるオトナ大調査

超無敵12省庁潜入クラブ

## ネット局

### パイロット版第1弾
| 放送対象地域 | 放送局            | 系列           | 放送日時                          | ネット状況 |
| ------------ | ----------------- | -------------- | --------------------------------- | ---------- |
| 関東広域圏   | 日本テレビ（NTV） | 日本テレビ系列 | 2020年11月15日（日）12:45 - 13:45 | 【制作局】 |

### パイロット版第2弾
| 放送対象地域   | 放送局                    | 系列                                         | 放送日時                          | ネット状況 |
| -------------- | ------------------------- | -------------------------------------------- | --------------------------------- | ---------- |
| 関東広域圏     | 日本テレビ（NTV）         | 日本テレビ系列                               | 2021年3月16日（火）23:59 - 翌0:54 | 【制作局】 |
| 北海道         | 札幌テレビ（STV）         | 日本テレビ系列                               | 2021年3月16日（火）23:59 - 翌0:54 | 同時ネット |
| 青森県         | 青森放送（RAB）           | 日本テレビ系列                               | 2021年3月16日（火）23:59 - 翌0:54 | 同時ネット |
| 岩手県         | テレビ岩手（TVI）         | 日本テレビ系列                               | 2021年3月16日（火）23:59 - 翌0:54 | 同時ネット |
| 宮城県         | ミヤギテレビ（MMT）       | 日本テレビ系列                               | 2021年3月16日（火）23:59 - 翌0:54 | 同時ネット |
| 秋田県         | 秋田放送（ABS）           | 日本テレビ系列                               | 2021年3月16日（火）23:59 - 翌0:54 | 同時ネット |
| 山形県         | 山形放送（YBC）           | 日本テレビ系列                               | 2021年3月16日（火）23:59 - 翌0:54 | 同時ネット |
| 福島県         | 福島中央テレビ（FCT）     | 日本テレビ系列                               | 2021年3月16日（火）23:59 - 翌0:54 | 同時ネット |
| 山梨県         | 山梨放送（YBS）           | 日本テレビ系列                               | 2021年3月16日（火）23:59 - 翌0:54 | 同時ネット |
| 新潟県         | テレビ新潟（TeNY）        | 日本テレビ系列                               | 2021年3月16日（火）23:59 - 翌0:54 | 同時ネット |
| 長野県         | テレビ信州（TSB）         | 日本テレビ系列                               | 2021年3月16日（火）23:59 - 翌0:54 | 同時ネット |
| 静岡県         | 静岡第一テレビ（SDT）     | 日本テレビ系列                               | 2021年3月16日（火）23:59 - 翌0:54 | 同時ネット |
| 富山県         | 北日本放送（KNB）         | 日本テレビ系列                               | 2021年3月16日（火）23:59 - 翌0:54 | 同時ネット |
| 石川県         | テレビ金沢（KTK）         | 日本テレビ系列                               | 2021年3月16日（火）23:59 - 翌0:54 | 同時ネット |
| 福井県         | 福井放送（FBC）           | 日本テレビ系列                               | 2021年3月16日（火）23:59 - 翌0:54 | 同時ネット |
| 中京広域圏     | 中京テレビ（CTV）         | 日本テレビ系列                               | 2021年3月16日（火）23:59 - 翌0:54 | 同時ネット |
| 近畿広域圏     | 読売テレビ（ytv）         | 日本テレビ系列                               | 2021年3月16日（火）23:59 - 翌0:54 | 同時ネット |
| 鳥取県・島根県 | 日本海テレビ（NKT）       | 日本テレビ系列                               | 2021年3月16日（火）23:59 - 翌0:54 | 同時ネット |
| 広島県         | 広島テレビ（HTV）         | 日本テレビ系列                               | 2021年3月16日（火）23:59 - 翌0:54 | 同時ネット |
| 山口県         | 山口放送（KRY）           | 日本テレビ系列                               | 2021年3月16日（火）23:59 - 翌0:54 | 同時ネット |
| 徳島県         | 四国放送（JRT）           | 日本テレビ系列                               | 2021年3月16日（火）23:59 - 翌0:54 | 同時ネット |
| 香川県・岡山県 | 西日本放送（RNC）         | 日本テレビ系列                               | 2021年3月16日（火）23:59 - 翌0:54 | 同時ネット |
| 愛媛県         | 南海放送（RNB）           | 日本テレビ系列                               | 2021年3月16日（火）23:59 - 翌0:54 | 同時ネット |
| 高知県         | 高知放送（RKC）           | 日本テレビ系列                               | 2021年3月16日（火）23:59 - 翌0:54 | 同時ネット |
| 福岡県         | 福岡放送（FBS）           | 日本テレビ系列                               | 2021年3月16日（火）23:59 - 翌0:54 | 同時ネット |
| 長崎県         | 長崎国際テレビ（NIB）     | 日本テレビ系列                               | 2021年3月16日（火）23:59 - 翌0:54 | 同時ネット |
| 熊本県         | くまもと県民テレビ（KKT） | 日本テレビ系列                               | 2021年3月16日（火）23:59 - 翌0:54 | 同時ネット |
| 大分県         | テレビ大分（TOS）         | 日本テレビ系列 フジテレビ系列                | 2021年3月16日（火）23:59 - 翌0:54 | 同時ネット |
| 宮崎県         | テレビ宮崎（UMK）         | フジテレビ系列 日本テレビ系列 テレビ朝日系列 | 2021年3月16日（火）23:59 - 翌0:54 | 同時ネット |
| 鹿児島県       | 鹿児島読売テレビ（KYT）   | 日本テレビ系列                               | 2021年3月16日（火）23:59 - 翌0:54 | 同時ネット |

#### ネクプラ
- 全編ローカルセールス枠のため、日本テレビ以外の通常時同時ネット局でも自主編成の都合上臨時に遅れネットまたは非ネットに変更することがある一方、通常時非ネット局でも臨時に同時ネットで放送する場合があった。

| 放送対象地域   | 放送局                | 系列           | 放送日時                     | 放送期間               | ネット状況 |
| -------------- | --------------------- | -------------- | ---------------------------- | ---------------------- | ---------- |
| 関東広域圏     | 日本テレビ（NTV）     | 日本テレビ系列 | 土曜 0:30 - 0:59（金曜深夜） | 2021年4月10日 - 5月1日 | 【制作局】 |
| 北海道         | 札幌テレビ（STV）     | 日本テレビ系列 | 土曜 0:30 - 0:59（金曜深夜） | 2021年4月10日 - 5月1日 | 同時ネット |
| 青森県         | 青森放送（RAB）       | 日本テレビ系列 | 土曜 0:30 - 0:59（金曜深夜） | 2021年4月10日 - 5月1日 | 同時ネット |
| 岩手県         | テレビ岩手（TVI）     | 日本テレビ系列 | 土曜 0:30 - 0:59（金曜深夜） | 2021年4月10日 - 5月1日 | 同時ネット |
| 宮城県         | ミヤギテレビ（MMT）   | 日本テレビ系列 | 土曜 0:30 - 0:59（金曜深夜） | 2021年4月10日 - 5月1日 | 同時ネット |
| 福島県         | 福島中央テレビ（FCT） | 日本テレビ系列 | 土曜 0:30 - 0:59（金曜深夜） | 2021年4月10日 - 5月1日 | 同時ネット |
| 新潟県         | テレビ新潟（TeNY）    | 日本テレビ系列 | 土曜 0:30 - 0:59（金曜深夜） | 2021年4月10日 - 5月1日 | 同時ネット |
| 長野県         | テレビ信州（TSB）     | 日本テレビ系列 | 土曜 0:30 - 0:59（金曜深夜） | 2021年4月10日 - 5月1日 | 同時ネット |
| 静岡県         | 静岡第一テレビ（SDT） | 日本テレビ系列 | 土曜 0:30 - 0:59（金曜深夜） | 2021年4月10日 - 5月1日 | 同時ネット |
| 富山県         | 北日本放送（KNB）     | 日本テレビ系列 | 土曜 0:30 - 0:59（金曜深夜） | 2021年4月10日 - 5月1日 | 同時ネット |
| 石川県         | テレビ金沢（KTK）     | 日本テレビ系列 | 土曜 0:30 - 0:59（金曜深夜） | 2021年4月10日 - 5月1日 | 同時ネット |
| 中京広域圏     | 中京テレビ（CTV）     | 日本テレビ系列 | 土曜 0:30 - 0:59（金曜深夜） | 2021年4月10日 - 5月1日 | 同時ネット |
| 鳥取県・島根県 | 日本海テレビ（NKT）   | 日本テレビ系列 | 土曜 0:30 - 0:59（金曜深夜） | 2021年4月10日 - 5月1日 | 同時ネット |
| 香川県・岡山県 | 西日本放送（RNC）     | 日本テレビ系列 | 土曜 0:30 - 0:59（金曜深夜） | 2021年4月10日 - 5月1日 | 同時ネット |
| 高知県         | 高知放送（RKC）       | 日本テレビ系列 | 土曜 0:30 - 0:59（金曜深夜） | 2021年4月10日 - 5月1日 | 同時ネット |
| 福岡県         | 福岡放送（FBS）       | 日本テレビ系列 | 土曜 0:30 - 0:59（金曜深夜） | 2021年4月10日 - 5月1日 | 同時ネット |
| 長崎県         | 長崎国際テレビ（NIB） | 日本テレビ系列 | 土曜 0:30 - 0:59（金曜深夜） | 2021年4月10日 - 5月1日 | 同時ネット |

### レギュラー版（プラチナイト）
| 放送対象地域   | 放送局                    | 系列                                         | 放送日時                     | 放送期間                      | ネット状況 |
| -------------- | ------------------------- | -------------------------------------------- | ---------------------------- | ----------------------------- | ---------- |
| 関東広域圏     | 日本テレビ（NTV）         | 日本テレビ系列                               | 火曜 23:59 - 翌0:54          | 2021年10月5日 - 2022年3月29日 | 【制作局】 |
| 北海道         | 札幌テレビ（STV）         | 日本テレビ系列                               | 火曜 23:59 - 翌0:54          | 2021年10月5日 - 2022年3月29日 | 同時ネット |
| 青森県         | 青森放送（RAB）           | 日本テレビ系列                               | 火曜 23:59 - 翌0:54          | 2021年10月5日 - 2022年3月29日 | 同時ネット |
| 岩手県         | テレビ岩手（TVI）         | 日本テレビ系列                               | 火曜 23:59 - 翌0:54          | 2021年10月5日 - 2022年3月29日 | 同時ネット |
| 宮城県         | ミヤギテレビ（MMT）       | 日本テレビ系列                               | 火曜 23:59 - 翌0:54          | 2021年10月5日 - 2022年3月29日 | 同時ネット |
| 秋田県         | 秋田放送（ABS）           | 日本テレビ系列                               | 火曜 23:59 - 翌0:54          | 2021年10月5日 - 2022年3月29日 | 同時ネット |
| 山形県         | 山形放送（YBC）           | 日本テレビ系列                               | 火曜 23:59 - 翌0:54          | 2021年10月5日 - 2022年3月29日 | 同時ネット |
| 福島県         | 福島中央テレビ（FCT）     | 日本テレビ系列                               | 火曜 23:59 - 翌0:54          | 2021年10月5日 - 2022年3月29日 | 同時ネット |
| 山梨県         | 山梨放送（YBS）           | 日本テレビ系列                               | 火曜 23:59 - 翌0:54          | 2021年10月5日 - 2022年3月29日 | 同時ネット |
| 新潟県         | テレビ新潟（TeNY）        | 日本テレビ系列                               | 火曜 23:59 - 翌0:54          | 2021年10月5日 - 2022年3月29日 | 同時ネット |
| 長野県         | テレビ信州（TSB）         | 日本テレビ系列                               | 火曜 23:59 - 翌0:54          | 2021年10月5日 - 2022年3月29日 | 同時ネット |
| 静岡県         | 静岡第一テレビ（SDT）     | 日本テレビ系列                               | 火曜 23:59 - 翌0:54          | 2021年10月5日 - 2022年3月29日 | 同時ネット |
| 富山県         | 北日本放送（KNB）         | 日本テレビ系列                               | 火曜 23:59 - 翌0:54          | 2021年10月5日 - 2022年3月29日 | 同時ネット |
| 石川県         | テレビ金沢（KTK）         | 日本テレビ系列                               | 火曜 23:59 - 翌0:54          | 2021年10月5日 - 2022年3月29日 | 同時ネット |
| 福井県         | 福井放送（FBC）           | 日本テレビ系列                               | 火曜 23:59 - 翌0:54          | 2021年10月5日 - 2022年3月29日 | 同時ネット |
| 中京広域圏     | 中京テレビ（CTV）         | 日本テレビ系列                               | 火曜 23:59 - 翌0:54          | 2021年10月5日 - 2022年3月29日 | 同時ネット |
| 近畿広域圏     | 読売テレビ（ytv）         | 日本テレビ系列                               | 火曜 23:59 - 翌0:54          | 2021年10月5日 - 2022年3月29日 | 同時ネット |
| 鳥取県・島根県 | 日本海テレビ（NKT）       | 日本テレビ系列                               | 火曜 23:59 - 翌0:54          | 2021年10月5日 - 2022年3月29日 | 同時ネット |
| 広島県         | 広島テレビ（HTV）         | 日本テレビ系列                               | 火曜 23:59 - 翌0:54          | 2021年10月5日 - 2022年3月29日 | 同時ネット |
| 山口県         | 山口放送（KRY）           | 日本テレビ系列                               | 火曜 23:59 - 翌0:54          | 2021年10月5日 - 2022年3月29日 | 同時ネット |
| 徳島県         | 四国放送（JRT）           | 日本テレビ系列                               | 火曜 23:59 - 翌0:54          | 2021年10月5日 - 2022年3月29日 | 同時ネット |
| 香川県・岡山県 | 西日本放送（RNC）         | 日本テレビ系列                               | 火曜 23:59 - 翌0:54          | 2021年10月5日 - 2022年3月29日 | 同時ネット |
| 愛媛県         | 南海放送（RNB）           | 日本テレビ系列                               | 火曜 23:59 - 翌0:54          | 2021年10月5日 - 2022年3月29日 | 同時ネット |
| 高知県         | 高知放送（RKC）           | 日本テレビ系列                               | 火曜 23:59 - 翌0:54          | 2021年10月5日 - 2022年3月29日 | 同時ネット |
| 福岡県         | 福岡放送（FBS）           | 日本テレビ系列                               | 火曜 23:59 - 翌0:54          | 2021年10月5日 - 2022年3月29日 | 同時ネット |
| 長崎県         | 長崎国際テレビ（NIB）     | 日本テレビ系列                               | 火曜 23:59 - 翌0:54          | 2021年10月5日 - 2022年3月29日 | 同時ネット |
| 熊本県         | くまもと県民テレビ（KKT） | 日本テレビ系列                               | 火曜 23:59 - 翌0:54          | 2021年10月5日 - 2022年3月29日 | 同時ネット |
| 大分県         | テレビ大分（TOS）         | 日本テレビ系列 フジテレビ系列                | 火曜 23:59 - 翌0:54          | 2021年10月5日 - 2022年3月29日 | 同時ネット |
| 宮崎県         | テレビ宮崎（UMK）         | フジテレビ系列 日本テレビ系列 テレビ朝日系列 | 火曜 23:59 - 翌0:54          | 2021年10月5日 - 2022年3月29日 | 同時ネット |
| 鹿児島県       | 鹿児島読売テレビ（KYT）   | 日本テレビ系列                               | 火曜 23:59 - 翌0:54          | 2021年10月5日 - 2022年3月29日 | 同時ネット |
| 沖縄県         | 沖縄テレビ（OTV）         | フジテレビ系列                               | 金曜 0:25 - 1:20（木曜深夜） | 不明 - 2022年4月15日          | 遅れネット |

### レギュラー版（日曜昼）

#### 放映終了時点のネット局
| 放送対象地域   | 放送局                | 系列           | 放送日時           | 放送期間                                                   | ネット状況 | 備考      |
| -------------- | --------------------- | -------------- | ------------------ | ---------------------------------------------------------- | ---------- | --------- |
| 関東広域圏     | 日本テレビ（NTV）     | 日本テレビ系列 | 日曜 12:45 - 14:00 | 2022年4月10日 - 2025年3月30日                              | 【制作局】 |           |
| 香川県・岡山県 | 西日本放送（RNC）     | 日本テレビ系列 | 不定期放送         | 2022年6月18日 -                                            | 遅れネット | [ 注 19 ] |
| 静岡県         | 静岡第一テレビ（SDT） | 日本テレビ系列 | 火曜 25:34 - 26:49 | 2022年4月19日 - 2024年3月25日 2024年7月2日 - 2025年4月29日 | 遅れネット | [ 注 20 ] |

#### 過去のネット局
いずれの局も遅れネット。
| 放送対象地域 | 放送局                    | 系列           | 放送日時                     | 放送期間                      | 備考      |
| ------------ | ------------------------- | -------------- | ---------------------------- | ----------------------------- | --------- |
| 富山県       | 北日本放送（KNB）         | 日本テレビ系列 | 日曜 1:00 - 2:15（土曜深夜） | 2022年5月1日 - 9月25日        |           |
| 宮城県       | ミヤギテレビ（MMT）       | 日本テレビ系列 | 土曜 12:00 - 13:15           | 2022年4月23日 - 2023年3月25日 |           |
| 近畿広域圏   | 読売テレビ（ytv）         | 日本テレビ系列 | 水曜 1:59 - 3:22（火曜深夜） | 2022年5月4日 - 2024年3月31日  | [ 注 21 ] |
| 徳島県       | 四国放送（JRT）           | 日本テレビ系列 | 日曜 1:25 - 2:37（土曜深夜） | 2023年4月9日 - 2024年3月31日  |           |
| 熊本県       | くまもと県民テレビ（kkt） | 日本テレビ系列 | 土曜 12:35 - 13:55           | 2023年10月7日 - 2024年6月15日 | [ 注 22 ] |

#### 単発放送
- 福島中央テレビ（FCT） - 2022年5月22日、12月4日、2023年1月15日
- 長崎国際テレビ（NIB） - 2022年7月10日、8月27日、2023年9月9日
- テレビ宮崎（UMK） - 2022年7月17日、12月26日、2023年1月29日
- 高知放送（RKC） - 2022年8月13日、12月30日
- 日本海テレビ（NKT） - 2022年11月5日
- 福岡放送（FBS） - 2022年11月9日、2023年3月17日
- 札幌テレビ（STV） - 2022年12月30日
- 福井放送（FBC） - 2022年12月31日
- 中京テレビ（CTV） - 2023年1月22日
- 山口放送（KRY） - 2023年7月29日、9月30日
- 南海放送（RNB） - 2023年10月15日

## スタッフ
●=レギュラー版から、■=日曜昼から
- 企画・演出：増田雄太
- 構成：石塚祐介、大谷裕一、キンダイチ（石塚→第1回と●、第2回-ネクプラは企画・構成、キンダ→第2回-、大谷・キンダ→第2回は企画・構成）
- ナレーション：下野紘（●）
- TM：保刈寛之（■）
- SW：蔦佳樹（第2回-）、福田伸一郎（■）、荻野祐也（■）【週替り】
- CAM：星勇次（星→第3回と●）、早川智晃（●）、三谷恭平（■）、大庭茂嗣（■、第3回は不参加、以前はCAM→SW）、島田佳奈（■）、川島佑介（■）【週替り】
- MIX：小境健太郎、小原正広、宮内貞（宮内→●）、滝口祐造（■）、中野裕介（■）【週替り】
- VE：池田祐一郎、向山江梨佳、飯島友美、古手川大（飯島・古手川→●）、山口考志、天内理絵（山口・天内→■）【週替り】
- 照明(第2回-)：栗山真純（●）、小笠原雅登（第2回-ネクプラと●）、千葉雄（■）【週替り】
- 美術プロデューサー：髙野泰人（●）
- デザイン：北村春美
- 大道具：米田尚弘（■）
- 小道具：高橋ひより（■）
- 電飾：池田大介（第1回と●）
- メイク：高江洲結子（●）
- モニター：ミジェット（●）
- 編集：鴨下勇希・坪ノ内知良・佐藤武法（STUDIO Welt、Welt→第1回-ネクプラは技術協力、鴨下→第3回と●、坪ノ内・佐藤→■）【週替り】
- MA：大塚淳未（ネクプラ-、スタジオヴェルト）、曽根大介（■、スタジオヴェルト）【週替り】
- 音効：高取謙（Thee BLUEBEAT）
- TK：坂本幸子
- デスク：本郷直（●）
- リサーチ：田村沙紀・三澤一樹（共に■、フォーミュレーション）
- CG(第2回-)：堀江隆臣（●）、森三平（■）【週替り】
- イラスト(第2回-)：ダイスケリチャード（■）、みつき（■）、榎本よしたか、伊保内光季（共に■、●では挿絵）【週替り】
- 技術協力：NiTRo【毎週】、エスパシオ（第2回と●）、SWISH JAPAN、J-Crew、SHIKENS、エフォーアール、企作工舎、金沢映像センター、LEZOC Inc.、ライズ・アップ、CTV MID ENJIN、KTTイノベート、Sala、椿産業、菅野一哉、BeZERO、ビデオ・ザ・キッド、テレビ信州エンタープライズ、TIMELY CO.,LTD.、池田屋、空中八策、NSNプランニング、光学堂、Zeta、ポジティヴワン、スカイハイ、ターザン服部勇、DEEP、BIG VOICEH、株式会社ドローンエンタープライズ、真田光、Aomori SKy ProJeCt、AMS、Goceqn、コスモ・スペース、ターンアップ、佐賀TV、Rave ProJect、高田正幸、久場政周、BuLL BuLL、ランブル・ビー、エフオーアール、マウント、PHOTOPLAlSlR、LIFE・SEED、KBCMooV、ネットビジョン、ミヤギテレビサービス、テレモアドットコム、西川真、広島放送、ヌーベルアージュ、EAT、セッターズ、ネットビジョン、ファーストステップ、レイブプロジェクト、イメージランド、なんてん社、aseava、ジェー・ピー・エヌ、MABU、SaIa、AeriaI Base、RmphicRm、メディアコンポジットロケーションズ、BIG VOICE ほか（SWISH～エフォー・CTV・KTT・Sala・椿・菅野・Be・ビデオ・テレビ信州エンター・TIMELY→●、J-・金沢・ライズ→第3回、企作→第3回と●、池田屋・空中・NSN・光学堂・Zet・LEZO・ポジティ・スカイ・ターザ・DEE以降→■）【週替り】
- 美術協力：日テレアート
- 制作(●)：小松愛・杉本ルリ子【毎週】、杉山剛、泉晶子、有岡玲、田中愛珠津、須田未来也、砂口茉耶、大竹恵美子、羽鳥雄大、佐藤史弥、山口凌祐、宮下真実、本田友栄、川野辺紗耶、松本和也、唐澤つぐみ、石田護、清水藍己、関川愛、刘凱倫、加々見歩実、辰馬成拓、林美菜、田中杏、平柳杏璃、河野遥加、張云䨝、富山沙耶、高橋雅、小熊希美、深田倫寛、渋谷七海、中野嵐、塩川琴子、榎戸美優(雨)、阿部楓、山田彩香、河原木萌、大原薫、牧野友亮、安藤詩織、大久保里紗、吉田茉央、竹原由利子、多田彩香、佐藤里奈、海老澤友美子、木俣聖里奈、大谷稔貴、釣英、今井慎也、川端夕海香、小熊希美、木村唯美、佐藤渉瑛、荒井友梨、梶田杏奈、加藤真由、木村達弥、伊藤緋音、永井日愛、藤原貴翔、小玉航平、田邉愛莉、大泉茉央、宮地龍太、相模恭兵、小林真弥、武岡澄也、日暮宇翔、坂本莉於、寺尾弥宮、髙田伶奈、鈴木里帆、玉木太陽（小松→ネクプラはAP、砂口・大原以外→●、砂口→ネクプラ-、海老澤→第2回・■、大原・清水→第3回-、張・富山・高橋・小熊・深田～佐藤渉・藤原・小玉・大泉〜玉木→■）【週替り】
- ディレクター：伊藤雄太、田村秋男、太田みどり、小潟龍輝、加藤昌義、大塚太智、山村裕一、北村朋広、松林里奈、京田莉沙、西田良平、高(髙)橋左和己、太田大介、渡辺将太、小野亮太、財津猛、山崎亮、松崎秀峰、大月幸菜、砂川隼樹(人)、廣(広)瀬隆太郎、河村哲平、榛澤祥希、藤山志歩、田野辺陽平、松本尚也、仁科健人、寺下和貴、木村唯人、加藤佐英里、渡邉咲紀、波立奈々、池上雄哉、西村郁哉、韮沢隆人、友岡照吾、三根榮太郎、安里光(公)平、石川雅英、尾越功（ハンター）、山田拓実、大平朋佳、市川貴弘、松田敦、長倉智恵、佐藤祐貴、橋本雄太、佐津川陽子（加藤以外→●、加藤→第2回・ネクプラ-、財津→第3回、藤山以降→■、田野辺・松本・寺下→共に第2回・■、安里→●途中まで制作、大平→■途中まで制作）【週替り】
- プロデューサー：宮崎慶洋、北詰由賀、森亜希子、飯沼美佐子、齋藤慎一、成瀬広靖、高橋葉子、橋本美穂、寺元由嘉【毎週】、豊田侑吏恵【週替り】（森→ネクプラ-、北詰・飯沼・高橋・齋藤・成瀬・池山→●、豊田・橋本・寺元→■、豊田→以前は制作）
- チーフプロデューサー：島田総一郎（●）
- 制作協力：THE WORKS、株式会社Kimika、IVSテレビ制作、スーパーレフト（Kimika→ネクプラ-、THE・IVS・スーパー→●）
- 製作著作：日本テレビ

### 過去のスタッフ
- ナレーション：内田真礼（第1回）、中村悠一（第2回-ネクプラ）、松岡禎丞（●、#17）
- TM：望月達史
- SW：鎌倉和由（第1回と●）
- 美術プロデューサー：大川明子（第1回-ネクプラ）
- 大道具：櫻岡諒（第1回）、蛭川慎也（第1,2回）、江森るな（ネクプラ-■）
- 小道具：米山幸市（第1回-ネクプラ）、片岡あさみ（●）、大熊ももの（●）
- 電飾：冨田仁（第1回）、佐山直也（第2回-ネクプラ）
- メイク：奥松かつら（第1回-ネクプラ）
- 編集：橋本治（第3回は不参加、STUDIO Welt）
- MA：森川享祐（第1回、STUDIO Welt）、上松紗弓（第2回、スタジオヴェルト）、柳智隆（■、スタジオヴェルト）
- CG(第2回-)：イシバシミツユキ（第2回-ネクプラ）
- イラスト(第2回-)：古塔つみ（第2回-）
- 挿絵(●)：江原ノブヒロ（●）【週替り】
- TK：田中彩（●）
- 美術協力：ジーケン・アート（第2回）
- 協力：レンタルPG渋谷、レンタル携帯アーラリンク（共に第1回）、道の駅はが、芳賀温泉ロマンの湯、エスシーエスほか（共に第2回）
- カラオケ音源協力：DAM(第一興商)（第1回）
- リサーチ：今井紳介（第1回-ネクプラ、フォーミュレーション）、亀田貴誠・水野寛子・淺野琴音・竹田凪沙（水野→●、淺野・竹田→■、フォーミュレーション）【週替り】
- デスク：府川麻衣子（第1回-ネクプラ）
- AP：佐藤恵子（第1回）
- AD：久高唯一ウイリー、岡森可南子、白石純花（共に第1回）、角尚紀、山崎友香、脇元楓大、山田絵里加（共に第2回）、関根義起、鶴田小春、大津彩椰（全員→ネクプラ）
- ディレクター：川島啓史、右京美穂、久島拓也、山本健太（共に第1回）、柏田雄二、村松敬祐（柏田・村松→ネクプラ）
- 演出：高木悟（第2回）、白井秀知、亀山剛志（白井・亀山→ネクプラ）
- プロデューサー：野中翔太、深谷圭二、小澤亜都沙（共に第1回）、常盤吉弘、藤田由美（常盤・藤田→●と■）、須藤大介（須藤→第2回・■）、池山愛奈（池山→■、以前はディレクター）
- 総括プロデューサー(●)：矢野尚子（●、2023年5月28日まで）
- チーフプロデューサー：倉田忠明（第1回-ネクプラ）
- 制作協力：AX-ON（第1回）、日企（第2回・■）

## 備考
指原は二度目のレギュラー放送開始により、枠移動前の『今夜くらべてみました』から4年半ぶりに火曜プラチナイト枠でレギュラー復帰となった。指原は前番組『ウチガヤ』にも数回の出演歴がある。
タイトルロゴはピンク色のダイヤモンドをモチーフとしたもので、当初は「超無敵」、「クラス」と中間に改行を加えたものとなっていたが、2022年11月頃から改行を加えず、文字が一直線となったものに変更された。